# 高級車
高級車（こうきゅうしゃ）とは、高級な乗用車のことである。

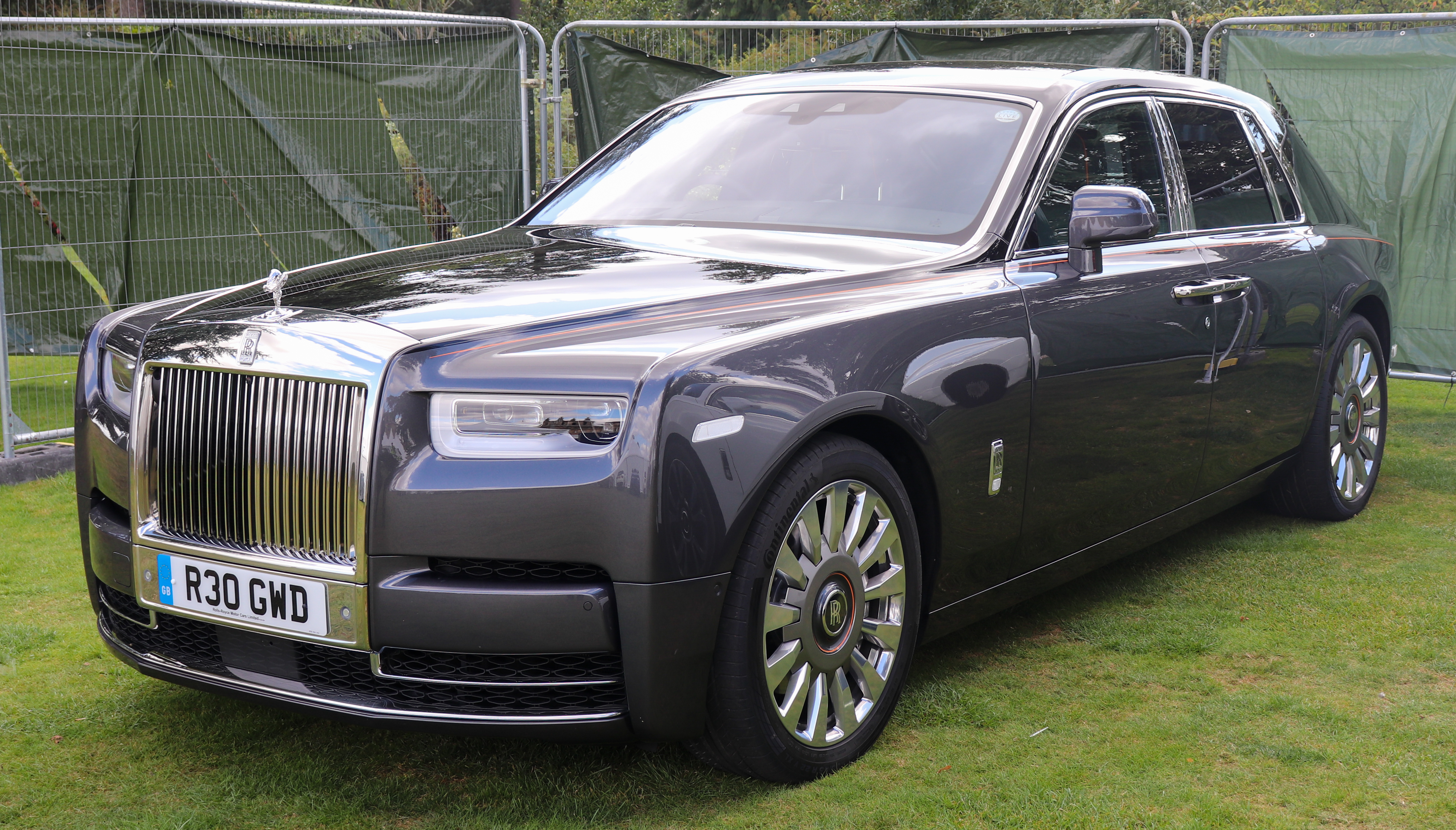
ロールス・ロイス・ファントムVIII

「高級車は高額」という認識が一般的であるが、それは相対的なもので、大型自動車や特殊自動車などを例にするまでもなく、絶対的な高額と高級とがイコールであるとは限らない。

## 概要

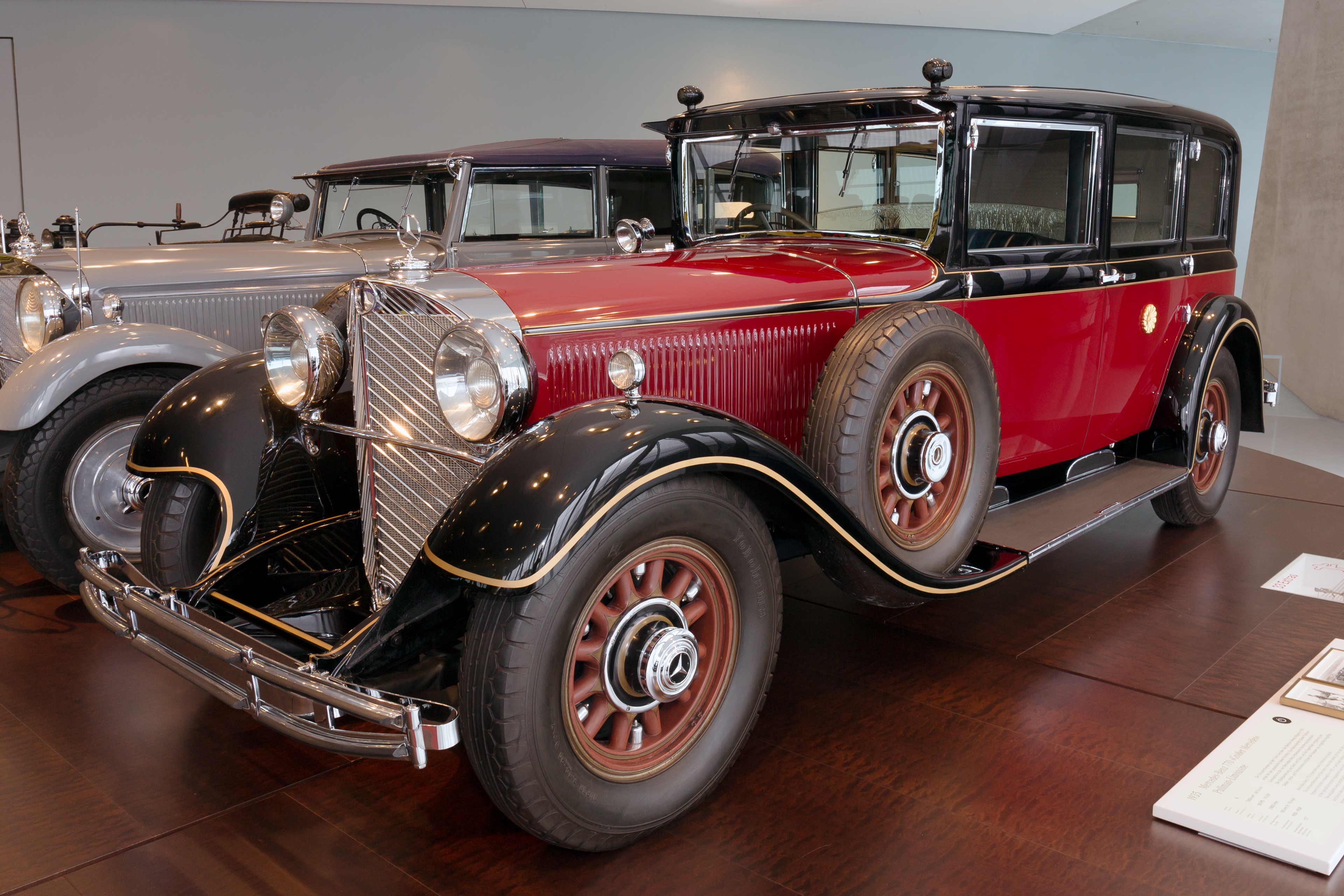
昭和天皇の御料車「グロッサー・メルセデス」

19世紀末に登場した乗用車はその当初から高価格であり、結果として貴族や富豪といった一部の上流階級が道楽のひとつとして所有するものであった。そのため、高級車と大衆車という区分はされ得なかった。20世紀初頭、フォード・モデルTに始まる乗用車の普及・大衆化により、初めて「相対的に高価で贅沢な商品」としての「高級車」が生じることになった。さらに第二次世界大戦後、各国でモータリゼーションが起こると、購買力の上昇や消費活動の多様化とも相まって、「高級車」はより一般化・多様化している。

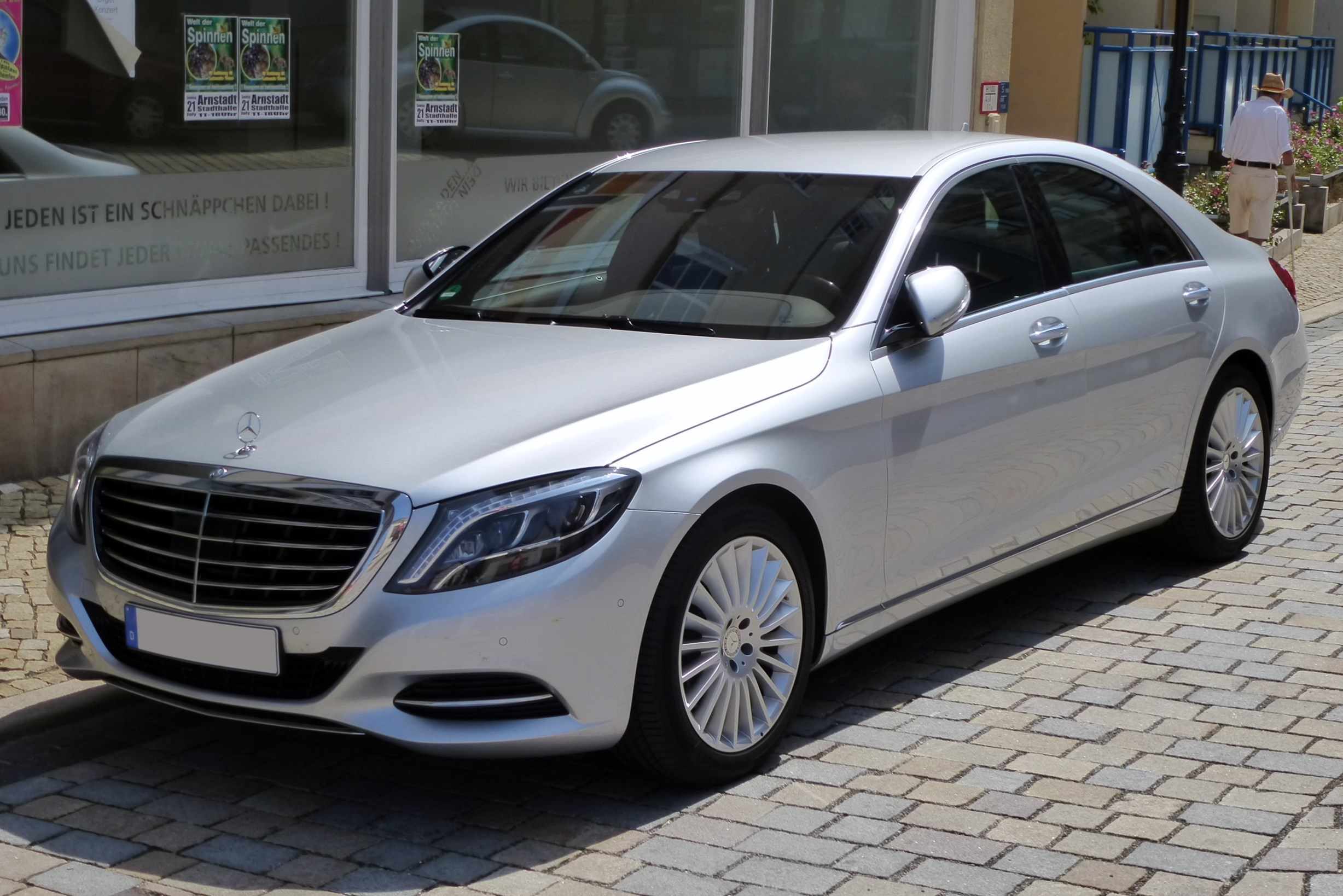
メルセデス・ベンツ・Sクラス

### 高級車の定義
何をもって「高級」とするのかは、メーカーや販売先の国・地域、個人の主観と価値観に委ねられており、高級車の指し示す範囲にも明確かつ客観的な定義は存在しない。
一般的には、同様の排気量などの乗用車と比較して、高額・ハイクオリティであり、一般的な所得水準では、入手が困難であるか躊躇させるような乗用車をさし、特徴として大衆車に比べると『走行性能・静粛性能・室内装備』などが優れている場合が多い。よって、その国の所得水準や技術水準、ブランド価値や地域毎の販売戦略など諸条件に左右され、日本国内では高級車であっても本国や他国では大衆車の扱いという場合もある。また日本国内では販売価格が異なる輸入車でも、お互いの生産国での認識は同じ車格といった場合もある。
従来は、車格（セグメント）や排気量が大きいほど高級という図式がほぼ該当していたが、セグメントの定義が単に寸法に起因しているため、近年では一部瓦解している。「最下級」と「最上級」のグレードで2倍以上の価格差が存在する車種もあり、高級車という位置づけでありながら大衆向けのグレードも用意する、またはその逆といった販売方法が採られることもある。車種によってはモデルチェンジによって大型化、大排気量化、装備の高級化、それによって価格の上昇が図られ、それまで「大衆車」扱いであったのが段階的に「高級車」化することもある。
独自の定義の一例として、ダイムラー・クライスラー日本（当時）では550万円以上の価格帯の輸入乗用車を「輸入プレミアムセグメント」としていた。

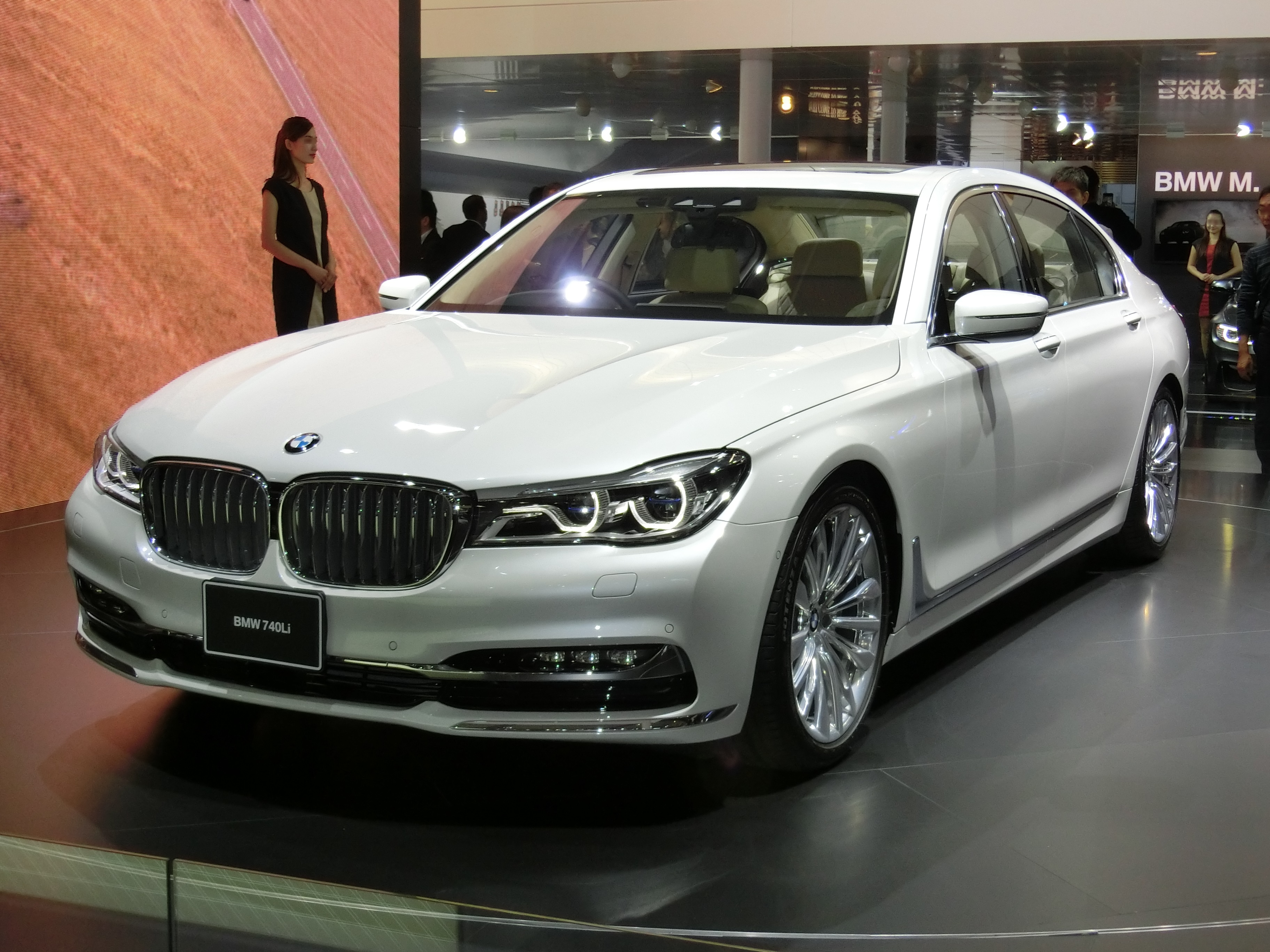
BMW・7シリーズ

ゼネラルモーターズ (GM) の社長アルフレッド・スローンは自動車産業界の歴史を3期に区分し、1908年までの第一期が高価な自動車だけの高級市場、第二期は1920年代までのフォードが牽引した大衆車の時代、第三期がバリエーション豊かになった大衆高級車市場とし、低価格車から最高級車までのあらゆる需要に適用するフルラインシステムを消費者の欲望を駆り立てるための第三期におけるGMの経営方針として採用した。ヨーロッパや日本では階級（クラス）が固定されていたが、新興国のアメリカでは階級はなく、経済的、金銭的に成功した人々はその成功を認め合い、また、大衆は自らもそうなりたいと成功者に対し賞賛を送った。GMのフルラインは下層階級出身者のいわゆる「成金」でも、金銭的な成功の階段を昇ることが比較的容易なアメリカ型人生を販売戦略に組み入れたものだった。
第二次世界大戦敗戦後の焼け跡から復興した日本は一からの再スタートとなり、GM型の考えを参考にしたステップアップ型の高級車概念をメーカーが採用し定着した。例えば日産自動車は、セドリックや、グロリアが一般化してから相対的に高価なシーマを販売開始し上位への移行に成功した。トヨタ自動車は、クラウンが一般化してから相対的に高価なセルシオを日本で販売開始した。さらに日本でもレクサスブランドを創設した。これらはアメリカ型フルラインの上部に位置する車となる。あくまでスタンダードな車があって、差別化とより収益を得るための「ラグジュアリー」や「プレミアム（本来の意味では付加価値）」という概念である。
一方、上流階級（ハイクラス）と呼ばれる人々のための車は、これらとは別の意味での高級車（ハイクラスのための車）となる。しかし後者の高級車だけに頼ったメーカーの多くは経営の面で長続きしなかった。現代まで生き残ったメーカーではその多くがアメリカ型経営のイメージ戦略に組み入れられている。また一部残った第一期型高級車は、第三期型の経営の安定によって支えられている。

### 高級車の特徴
- 同排気量の車種よりも高額。

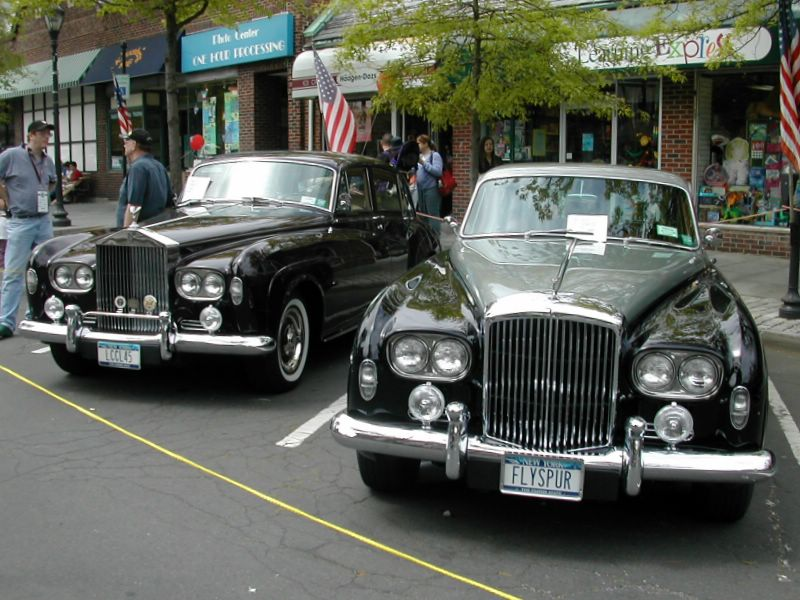
ロールス・ロイスとベントレー

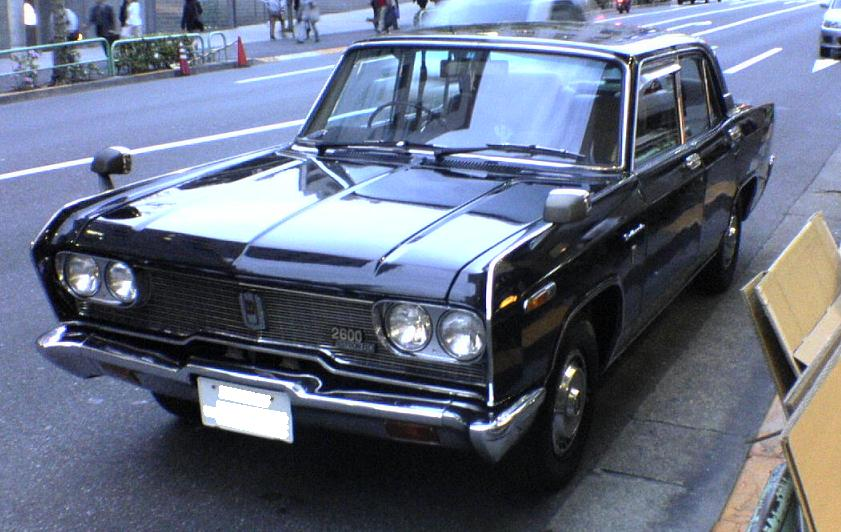
三菱・デボネア（1964年型）

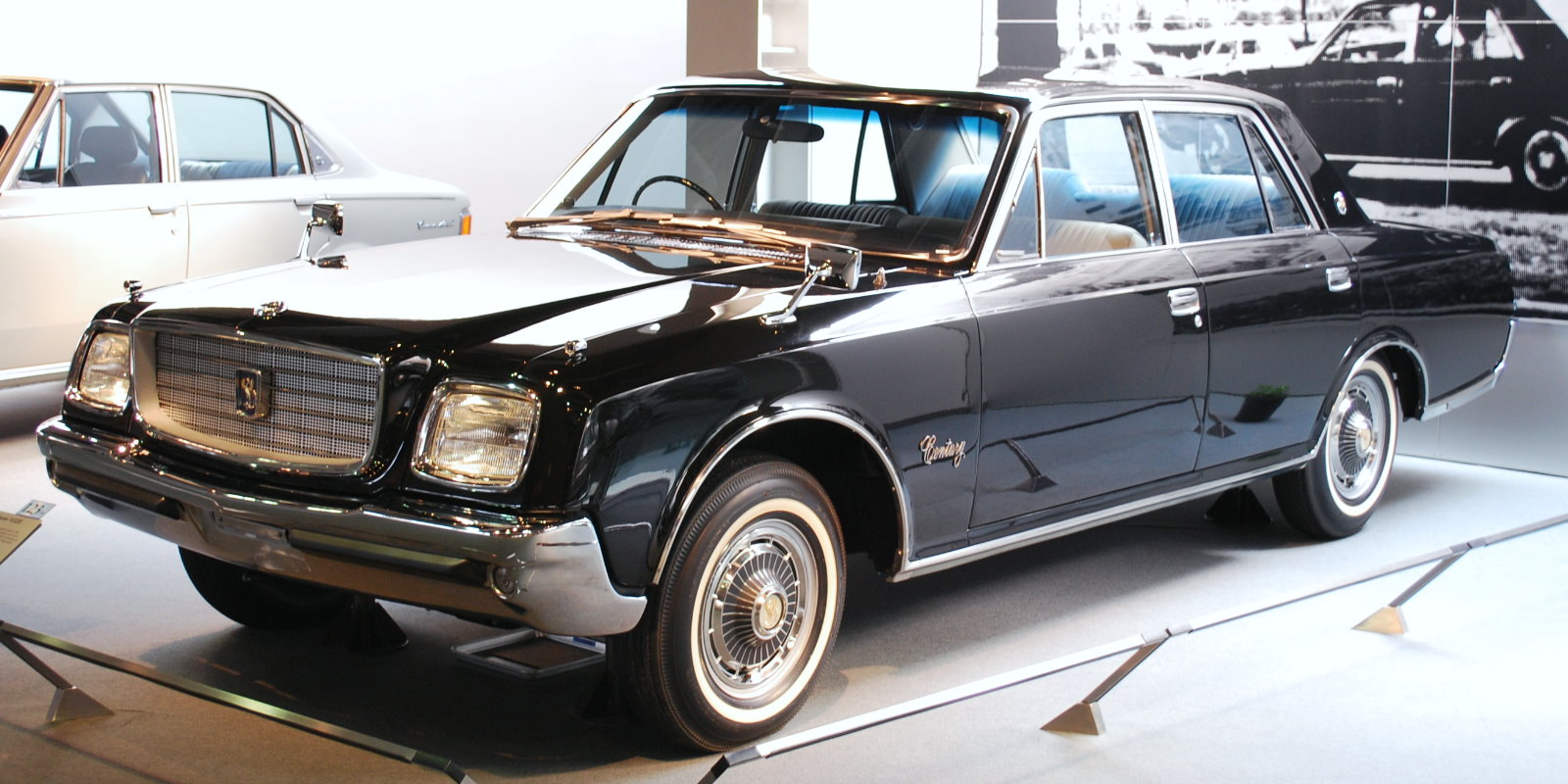
トヨタ・センチュリー（1967年型）

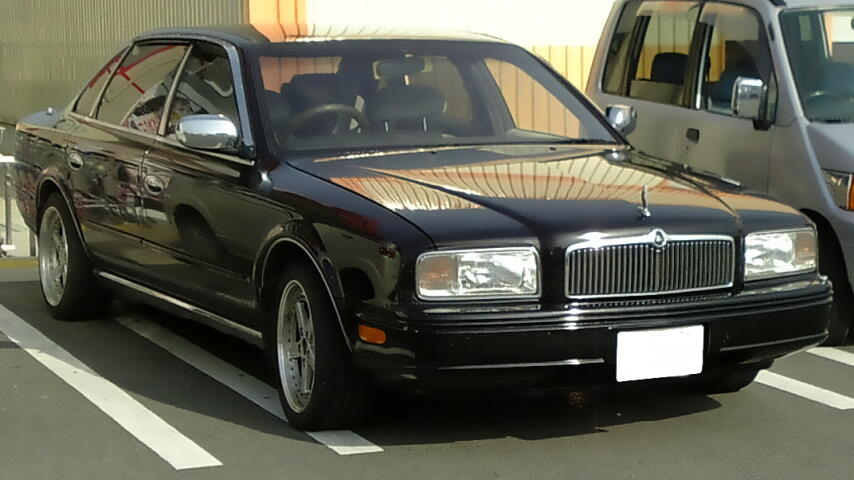
日産・プレジデント（1990年型）

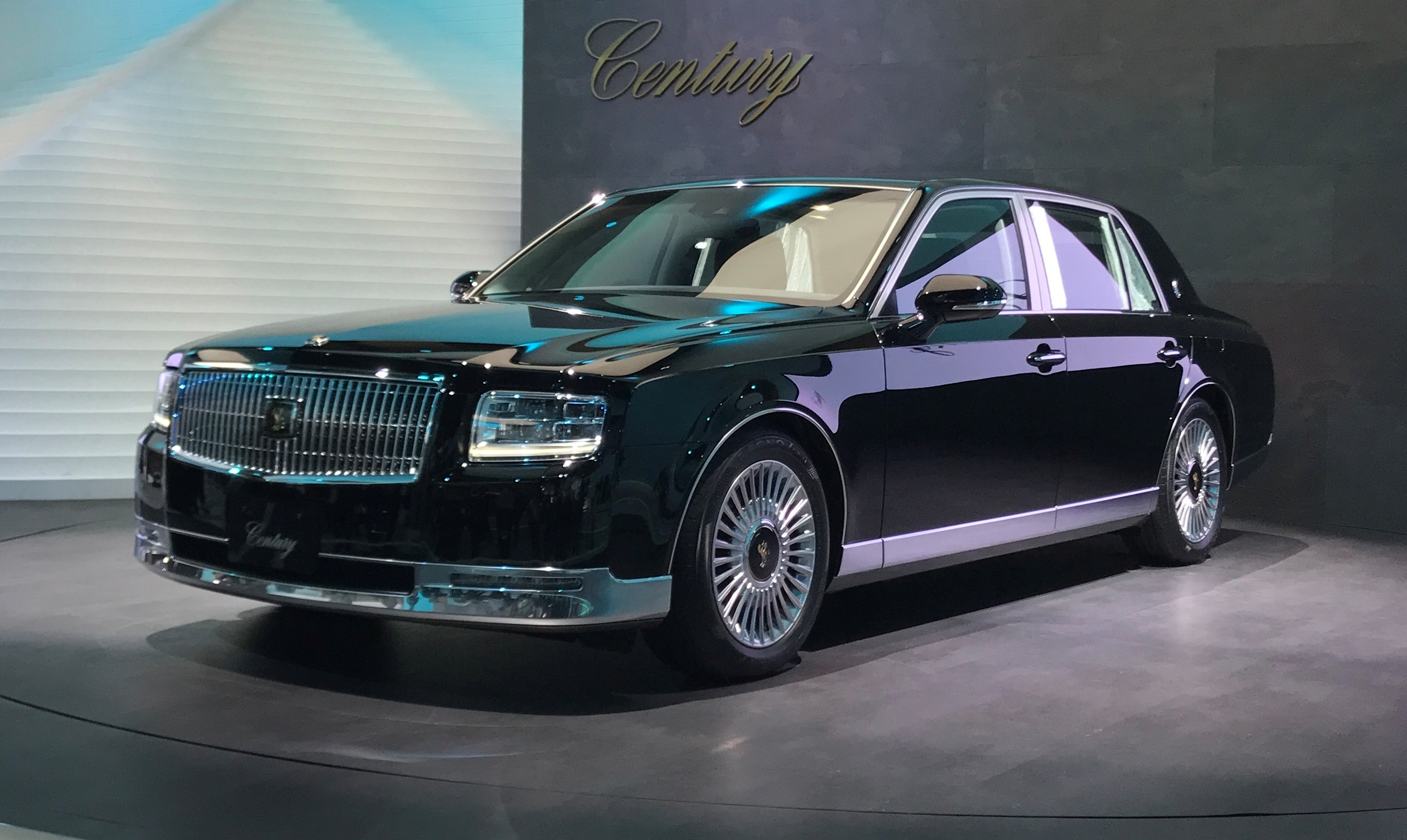
トヨタ・センチュリー（2018年型）

- 基本的な訴求項目である、走行性能、静粛性能などが優れている。
  - ロールス・ロイスの車内は腕時計・懐中時計の秒針音しか聞こえないとされた。21世紀の現代では電子時計が一般的なのでそれさえも聞こえない。
- いわゆる職人技による手作業で組まれる。ほぼすべての部品が手作業によって組み立てられている車種もある。
  - 自動化が主流だが、内装やエンジンなどに手作業を多用する。
  - ほとんど自動化されておらず、ラインなどもない。フェラーリやランボルギーニなどのように、エンジンを、鋳型を新規に起こして造るメーカーもある。
- 最低でも6気筒、排気量3リッター以上。ただし、近年は欧州車を中心にダウンサイジングの傾向がみられるため、必ずしもこの限りではない。
- 各種税金や維持費（自動車税、整備費など）が高い。「乗用車=贅沢品」という理由で高額な自動車税（奢侈税）を課している国もある。
  - 1989年以前の日本では、いわゆる3ナンバー車（排気量2リットル超、全長4,700 mm超、全幅1,700 mm超のいずれかに当てはまる）は（排気量にかかわらず）贅沢品とみなされ、一律に年間8万円あまりの自動車税が課せられていた。
    - そのため、国産高級車やメルセデス・ベンツ、BMWでも排気量と寸法を下げた5ナンバー仕様（排気量2.0リッター、全幅1,700 mm以下）が用意されることもあった。

  - 盗難（自動車盗）のリスクも高いという理由で任意保険料（自動車保険）も高くなる。

これらの特徴はあくまで一例であり、厳密な定義があるわけではない。極論をいえば、メーカーが「高級」または高級に準ずるキャッチコピーを冠すれば、それも高級車とされることがある（例として、トヨタ自動車のミニバン、アルファード/ヴェルファイアは300万円程度から購入可能であるが、「その高級車は、強い」、また同社5ナンバーミニバンのエスクァイアは200万円台から購入可能だが、「高級車の新たな進化系。」というキャッチコピーが与えられている）。

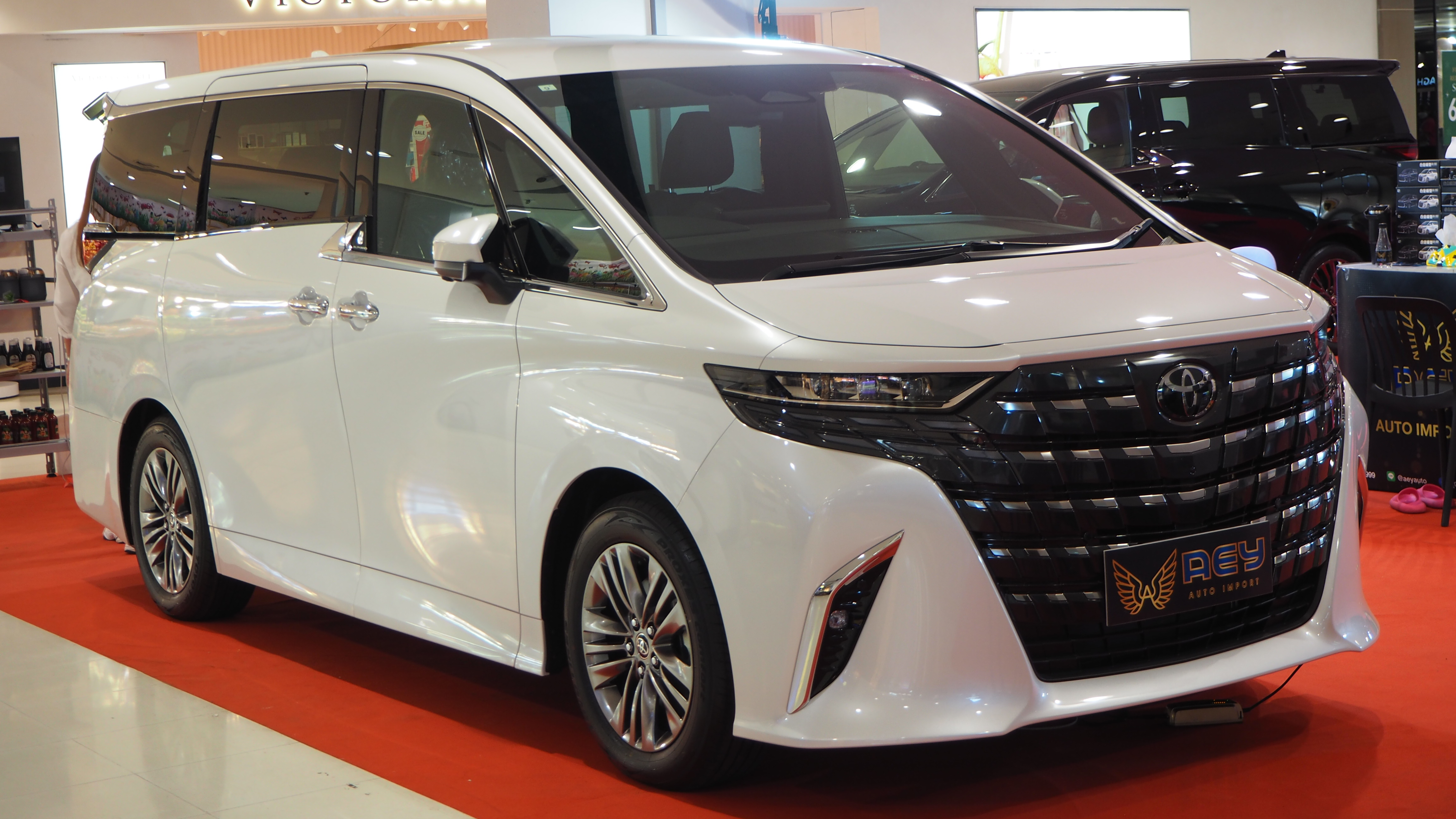
トヨタ・アルファード

（少なくとも）日本車においては実際のところ、例えばアッパーミドルクラスのマークXと高級車扱いされるクラウンやIS、GSでは見た目はともかくエンジンやプラットフォームに関しては同じものを使用しておりこれらの法則が当てはまりにくい。また、下位車種でもグレードによってはスペック上は上位車種より高級（排気量が大きい、装備が充実している、など）であったり、下位車種の上級グレードの方が上位車種の下級グレードより高額である、などといった逆転現象も散見される。

## 環境対策
エンジンの改良や電気モーターの併用、排気系の改善などによる、燃費や環境負荷の改善が行なわれている。
また、燃料の種類により、生産および消費のそれぞれで相応の環境負荷が異なる。

### ハイブリッド高級車
トヨタ自動車が先行するガソリンエンジンでのハイブリッド技術は環境志向の高まりとともにイメージと販売に寄与している。これは、減速時などの運動エネルギーをバッテリーへ回生し、加速時にモーターで使用することで、市街での燃費性能を20%前後改善できるためである。世界で初めてハイブリッドシステムを搭載した高級車はレクサス・RX（2005年）であり、2007年のイギリスにおけるレクサス車の販売は当初想定していたレベルに達しないものの、過去最高を記録しており、そのおよそ1/3をハイブリッド車が占めた。その後、ヨーロッパメーカーのメルセデス・ベンツからもハイブリッドカーが発売され、BMWやインフィニティなどもそれに追随している。

### ディーゼル高級車
ヨーロッパ系メーカーでの導入が先行するクリーンディーゼル技術も、ハイブリッド技術同様環境志向の高まりとともにイメージと販売に寄与している。高速・長距離の走行では、ハイブリッドカーを上回る燃費と環境性能を発揮するため、ハイブリッドカーとの比較が行なわれることが多い。また、多くのメーカーで今後クリーンディーゼルでのハイブリッド機構を予定しており、その場合の燃費性能は、ガソリン車に比較しおおむね半分程度になると予想されている。また、燃料の生産時の環境負荷においても、バイオディーゼルを筆頭とする低負荷化が推進されており、将来時に発生する環境負荷は、現在のガソリンエンジンの1/4程度。ガソリン+ハイブリッドエンジンの1/3程度となることが予想されている。日系メーカーも、インフィニティが2010年よりヨーロッパ市場向けにクリーンディーゼル車を投入する。

## 主な高級車ブランド
決まった定義が存在しないため、しばしば、個々の嗜好やイメージによって、同一車種やブランドでも、高級車として見られるケースと見られないケースが存在する。こうした場合、一方の側面（特にメーカー側）から高級車として広告がされていても、世論的な同意が得られていない場合、同意を行なっていない層から、「自称高級車」との表記で、それらの層が「高級車」として扱っている車種やブランドと区別しようという動きが一部に存在し、帰結のない論争となることがある。
何が高級車ブランドか、そしてその中の高級車かというひとつの基準として、500万円（日本円換算）以上を指す場合や各ブランドのフラッグシップモデルのみを指す傾向もある。一例としてジャガー=XJ、メルセデス・ベンツ=Sクラス、BMW=7シリーズ、アウディ=A8、日産=シーマ、レクサス=LSなどである。
他に、ショーファードリブン（専従運転手付きの車　いわゆるリムジン）の性格が強いセンチュリーやプレジデント、マイバッハなどを除外しオーナードライバーズカーの中での比較検討をしている評論家もいる。
自動車メーカーは世界的に活動するようになり、世界の各地でそれぞれに販売活動をおこなっている。高級車だけを販売している独立メーカーはほとんどなくなった。高級車は企業イメージを高めるが販売数は一般に少なく企業全体への収益貢献は少ない。その一方で、大量販売可能な廉価な大衆車は堅実に企業収益を支える。企業イメージを高めながら経営を安定させるために、複数ブランド商品群を地域別所得対象別など戦略的マーケティングの道具として使う。複数ブランド所有を一からおこなうのは時間とコストがかかるため、価値ある自動車ブランドは頻繁に売買の対象となっている。自動車メーカーの意思決定はすでに国を超えたところでなされておりドイツを本拠とするフォルクスワーゲングループでも多ブランドで多国籍での販売活動を統括している。同社はかつて「フォルクスワーゲン」のみの大衆車メーカーだったが、1990年代から傘下に組み入れたシュコダ、ベントレー、ブガッティを含めてクラシカルな高級感を強調するのが現在の戦略である。この戦略上にフォルクスワーゲンブランドでのトゥアレグ、フェートンの発売もあった。一方、同じく買収したアウディ、セアト、ランボルギーニで構成している「アウディ」部門ではハイテクさとスポーツ路線を強調している（フォルクスワーゲングループ#フォルクスワーゲン・グループ）。

### アメリカ
- キャデラック - ゼネラルモーターズ（GM）
- リンカーン - フォード・モーター
- テスラ

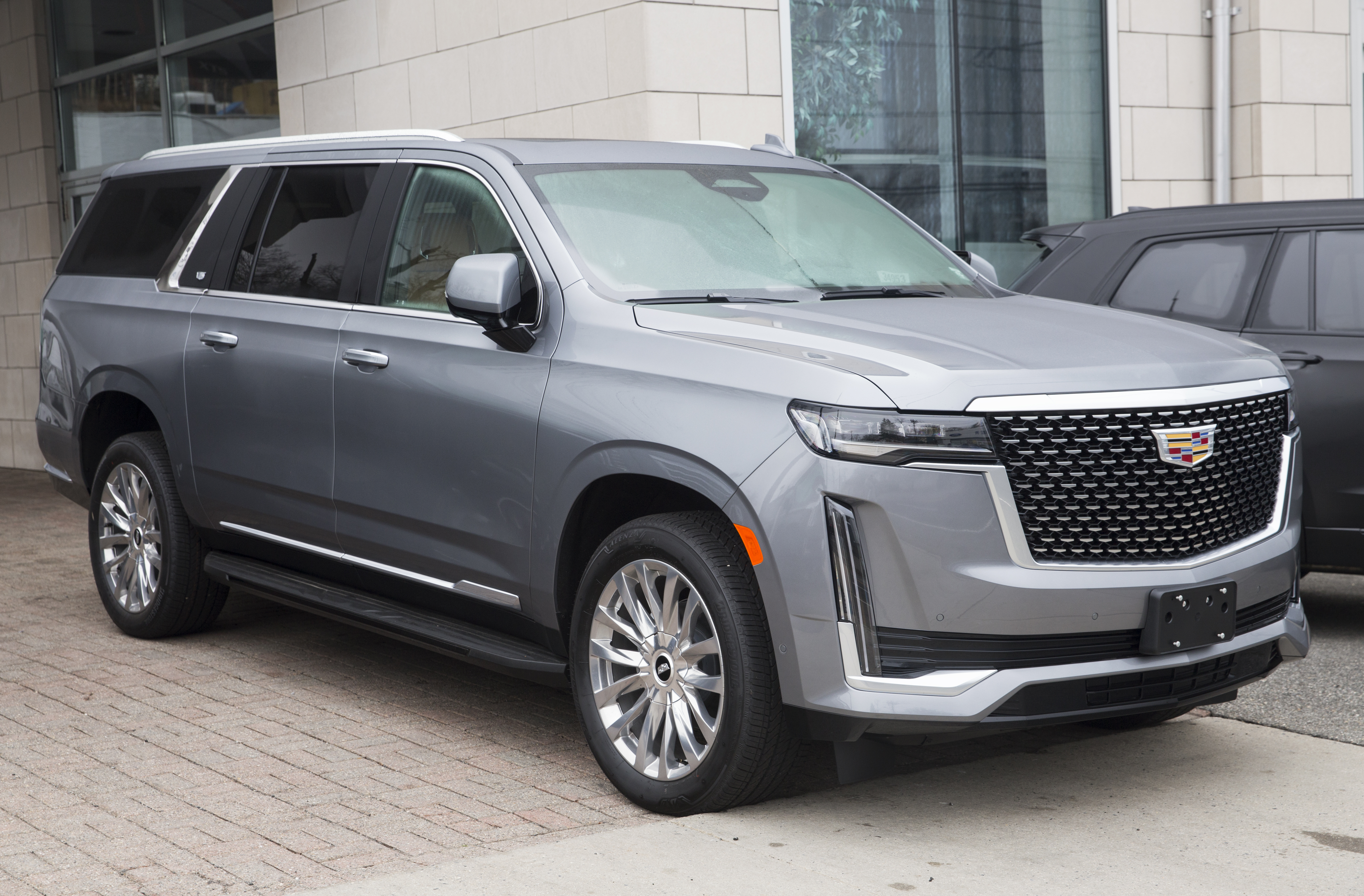
キャデラック・エスカレード
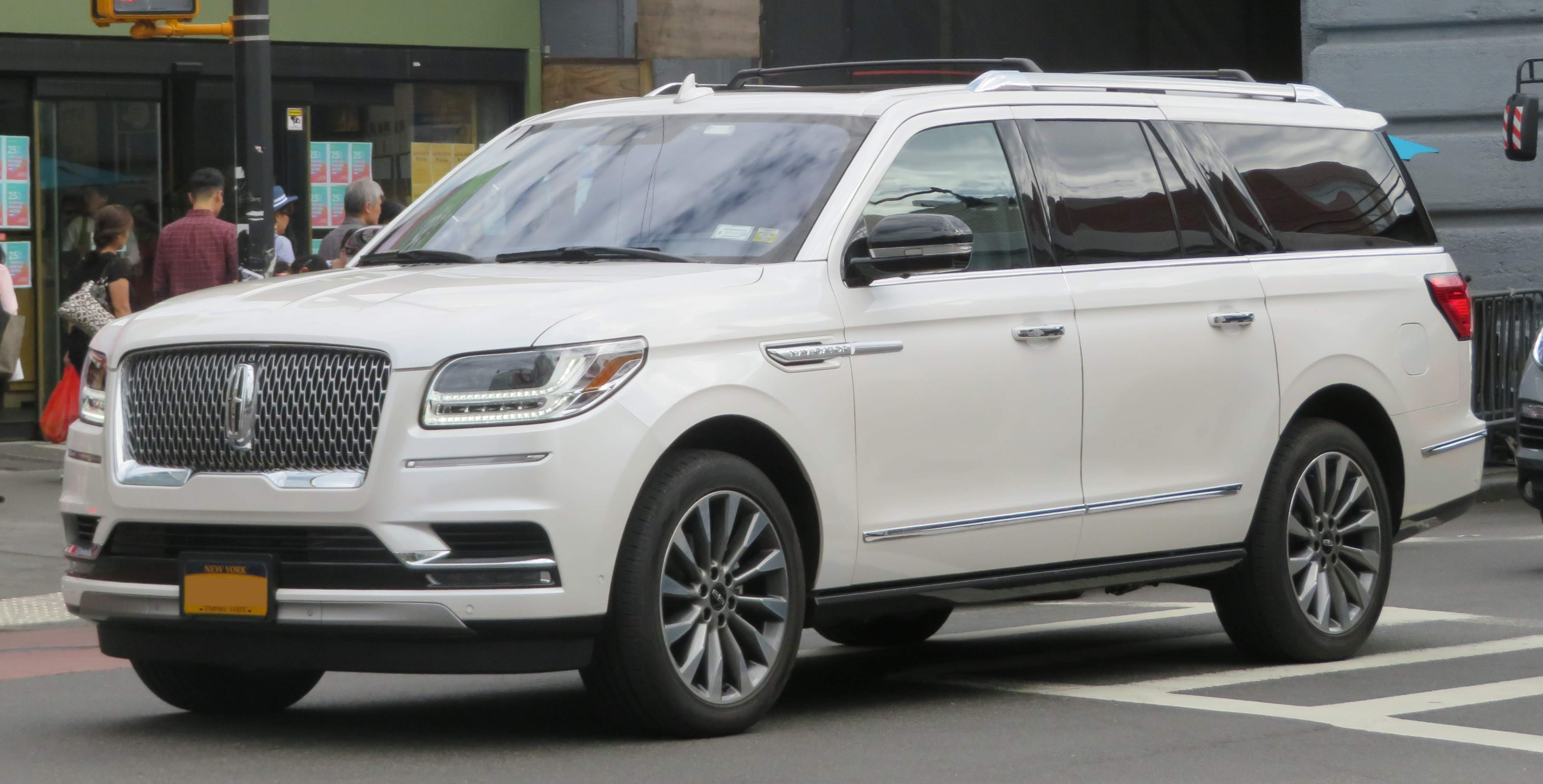
リンカーン・ナビゲーター

### イギリス
- ロールス・ロイス
- ベントレー
- ジャガー
- ランドローバー（レンジローバー）
- アストンマーティン
- マクラーレン・オートモーティブ

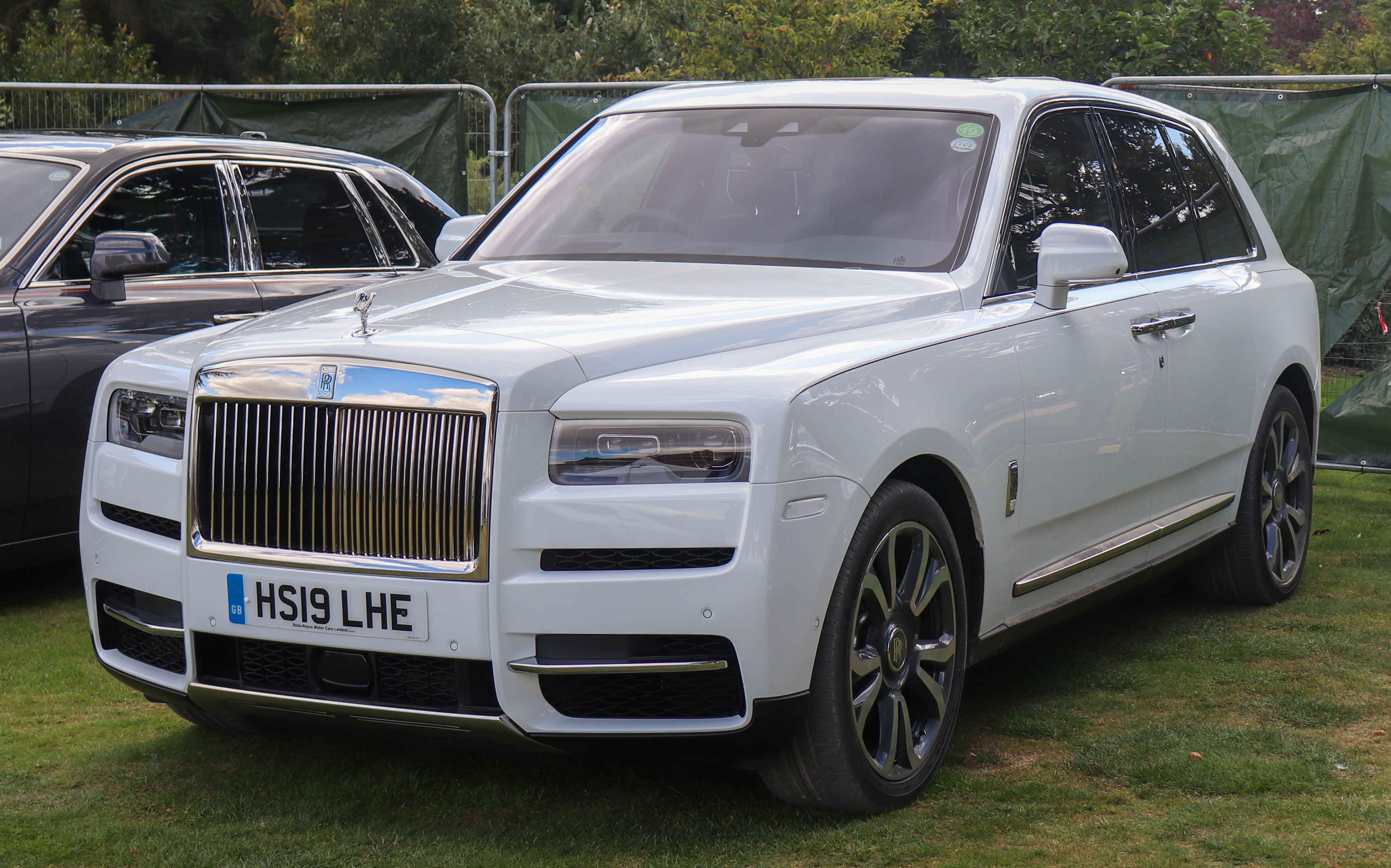
ロールス・ロイス・カリナン
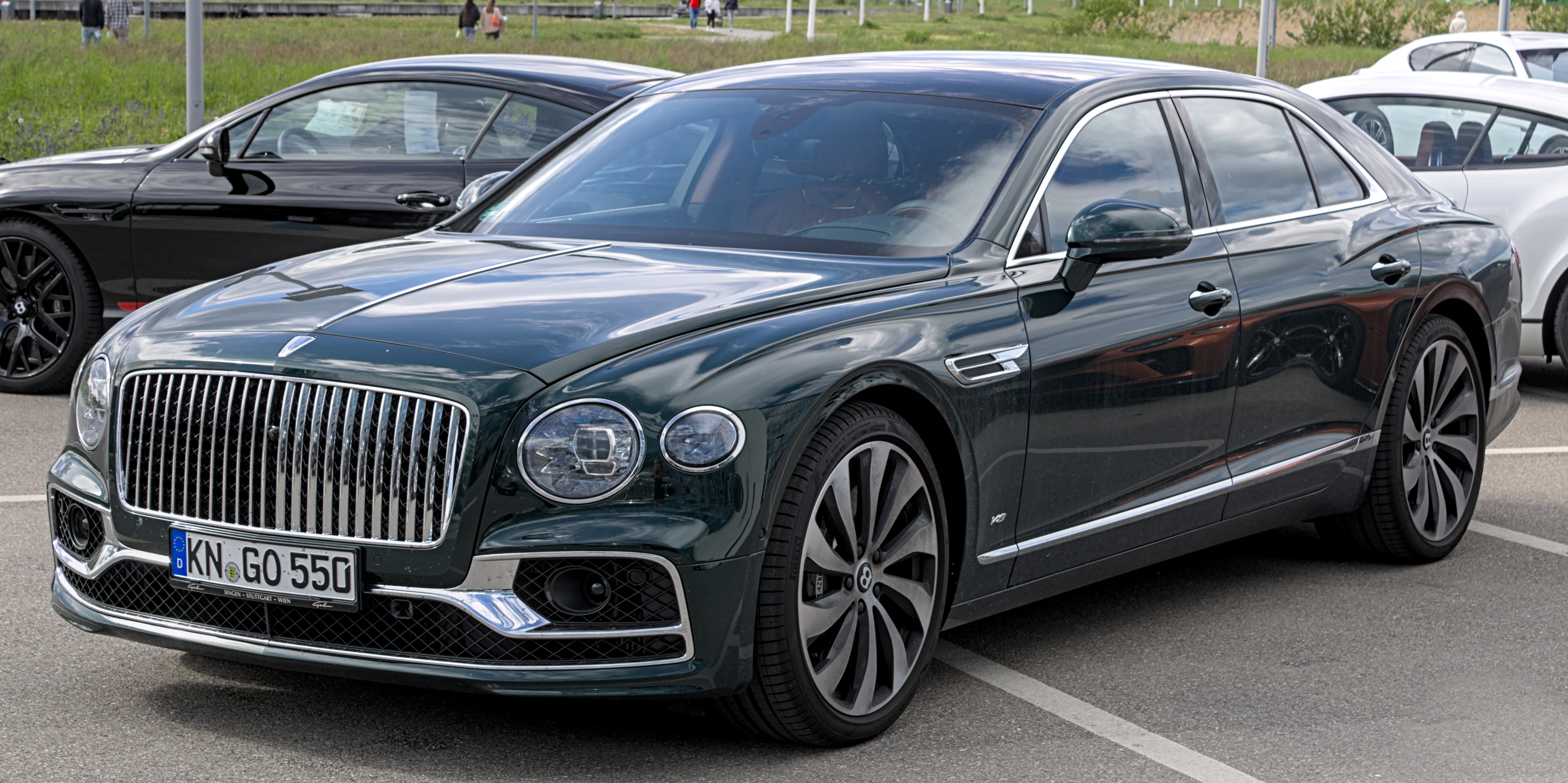
ベントレー・フライング・スパー
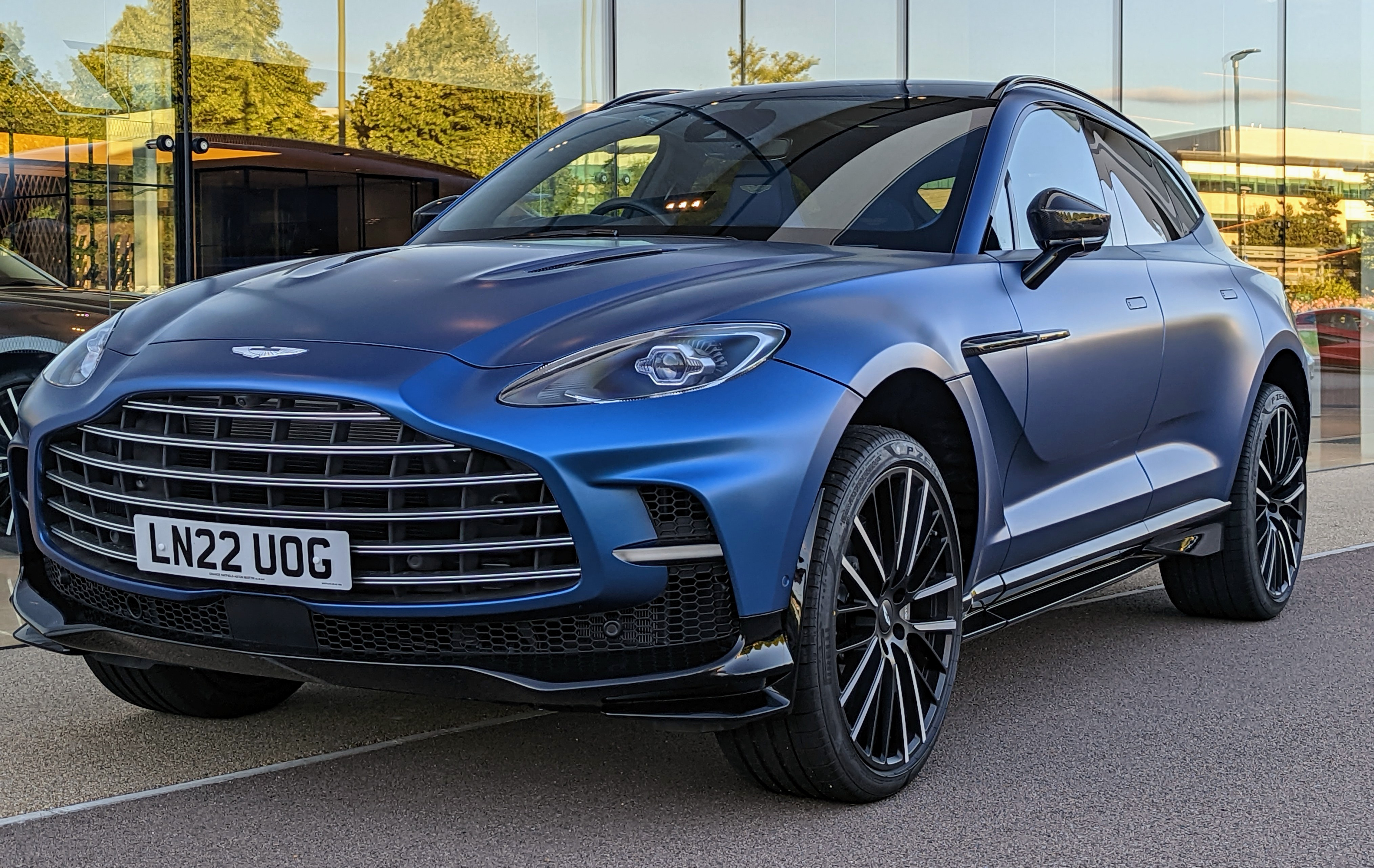
アストンマーティン・DBX

### イタリア
- マセラティ
- アルファロメオ
- フェラーリ
- ランボルギーニ

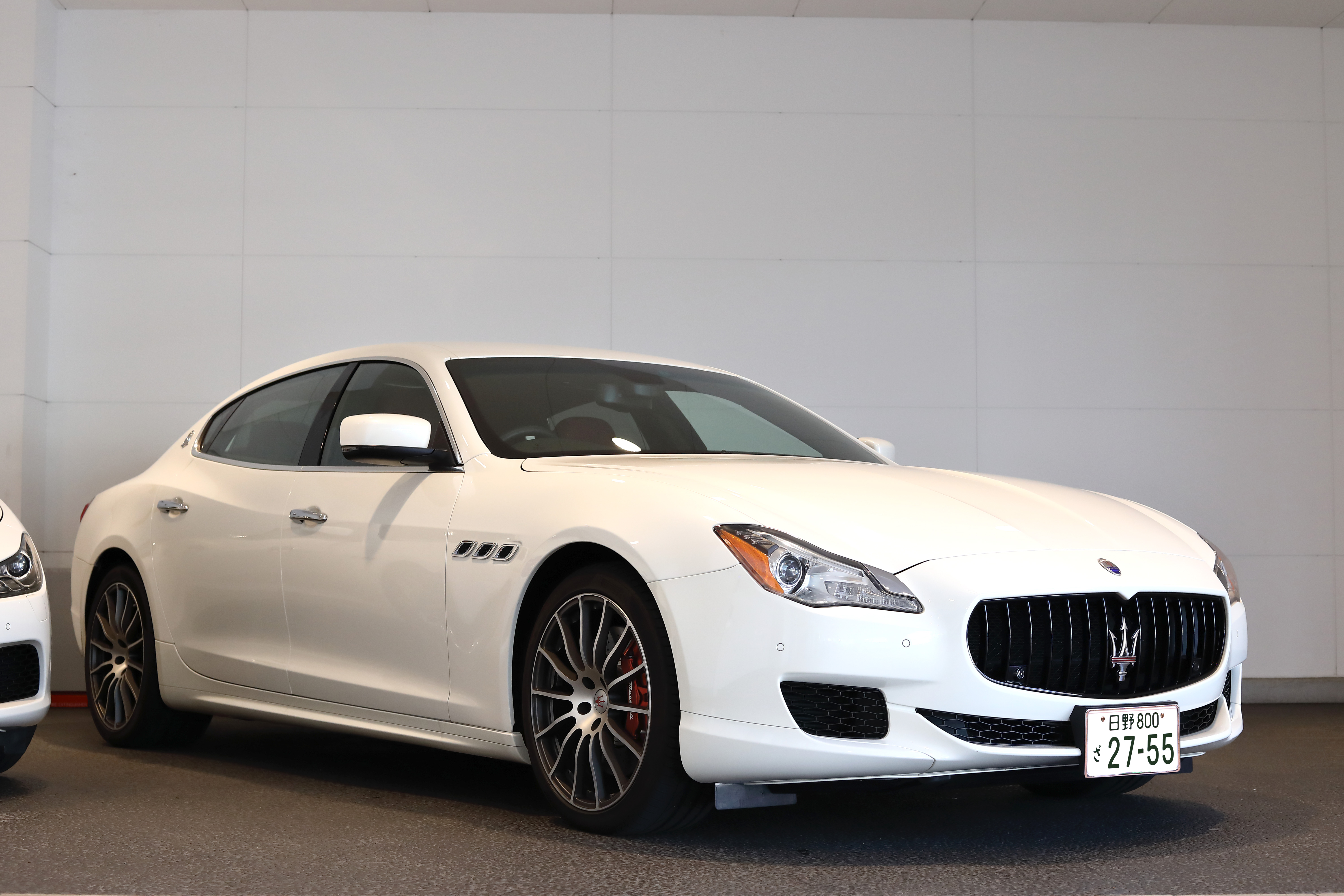
マセラティ・クアトロポルテ
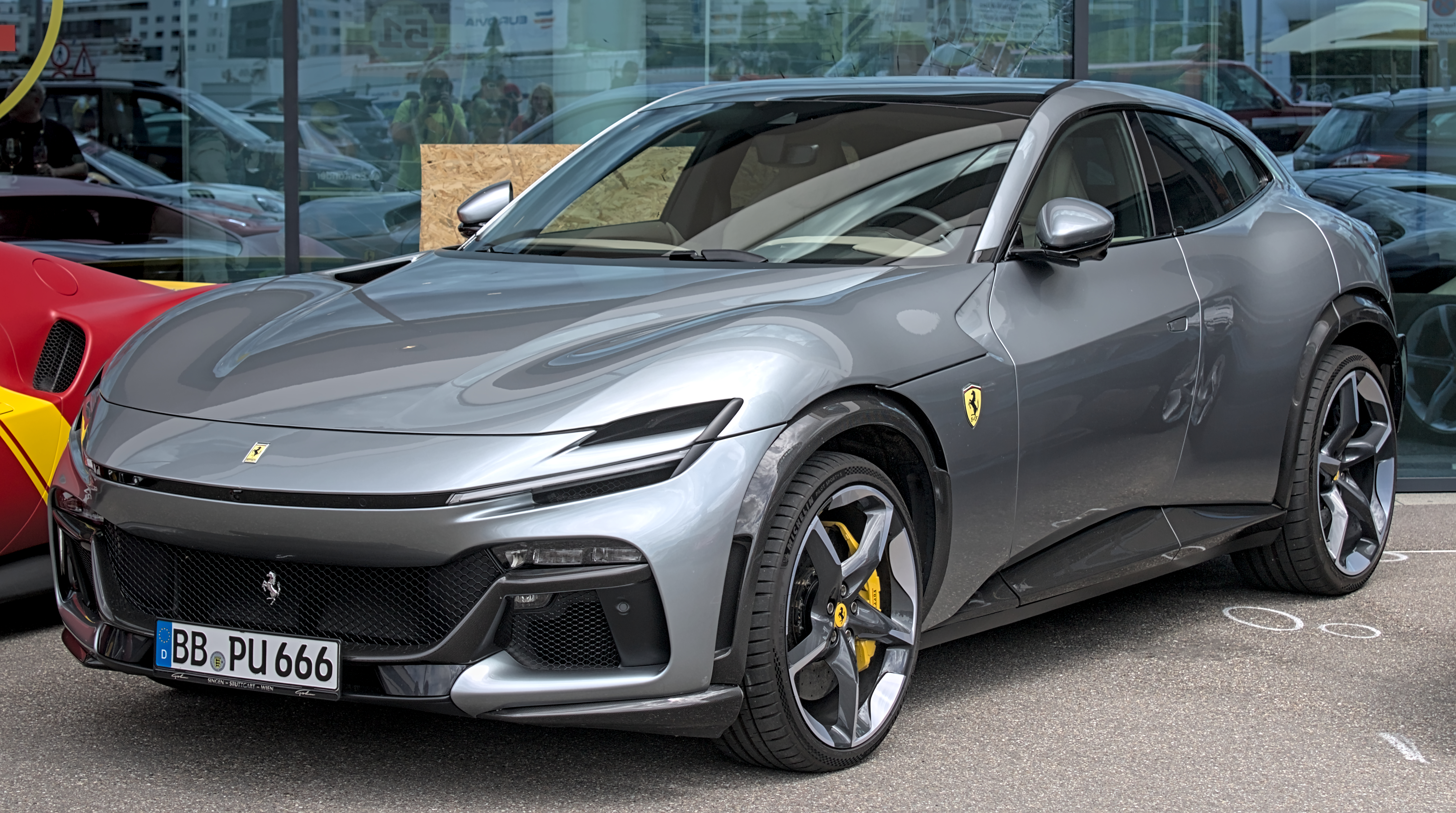
フェラーリ・プロサングエ
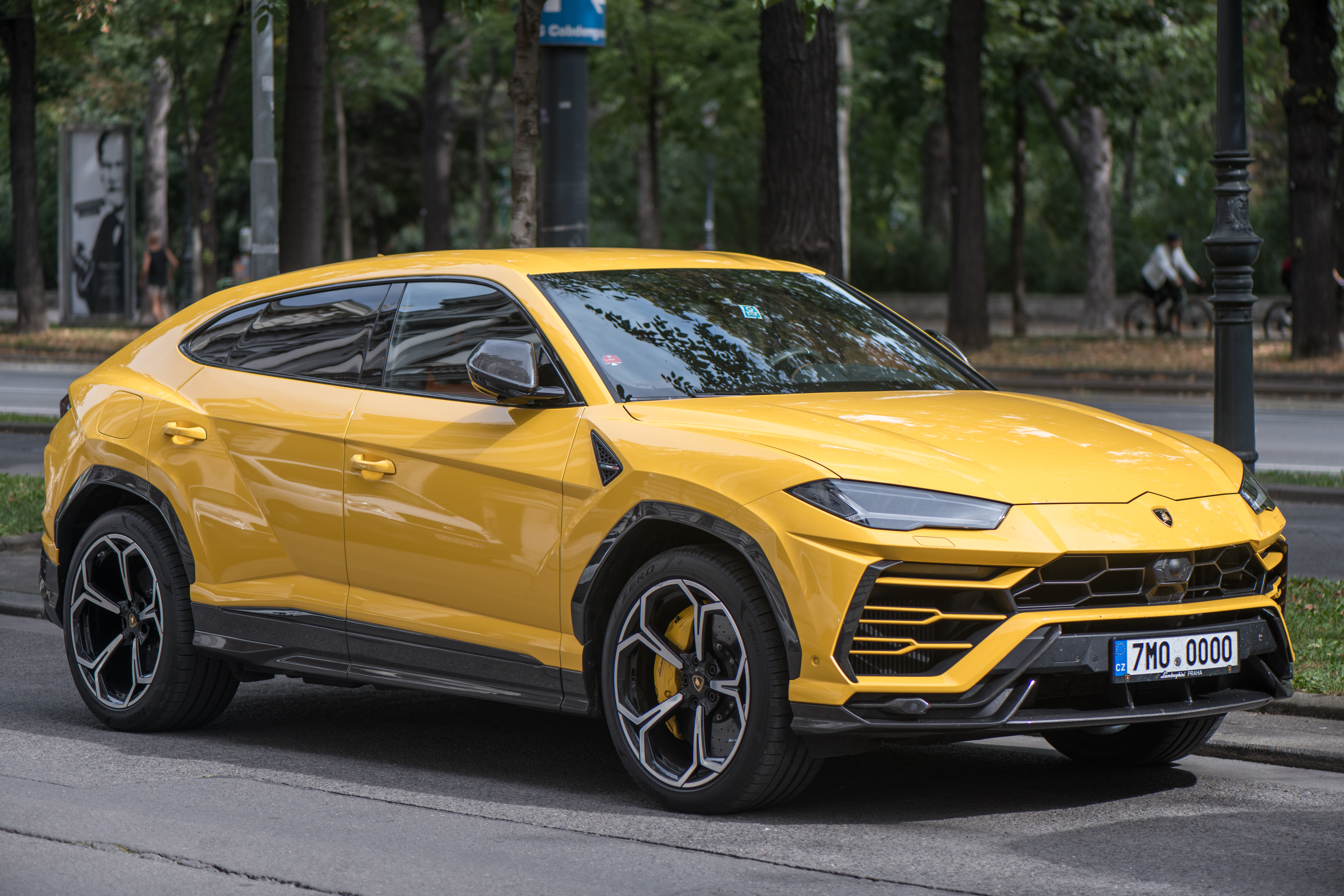
ランボルギーニ・ウルス

### ドイツ
- メルセデス・ベンツ
  - メルセデスAMG
  - メルセデス・マイバッハ
  - ミトス
- BMW
- アウディ
- ポルシェ

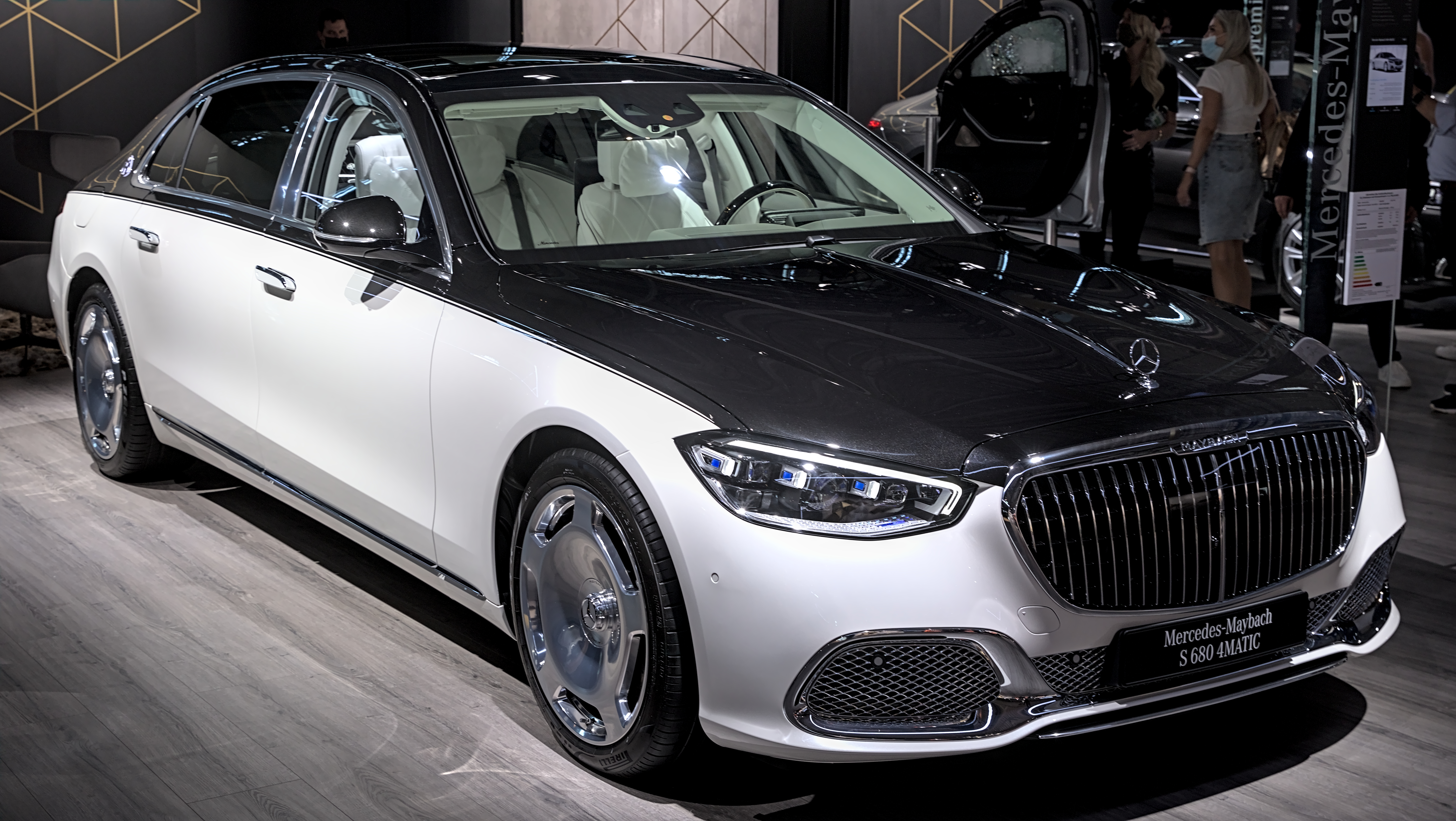
メルセデス・マイバッハ・Sクラス
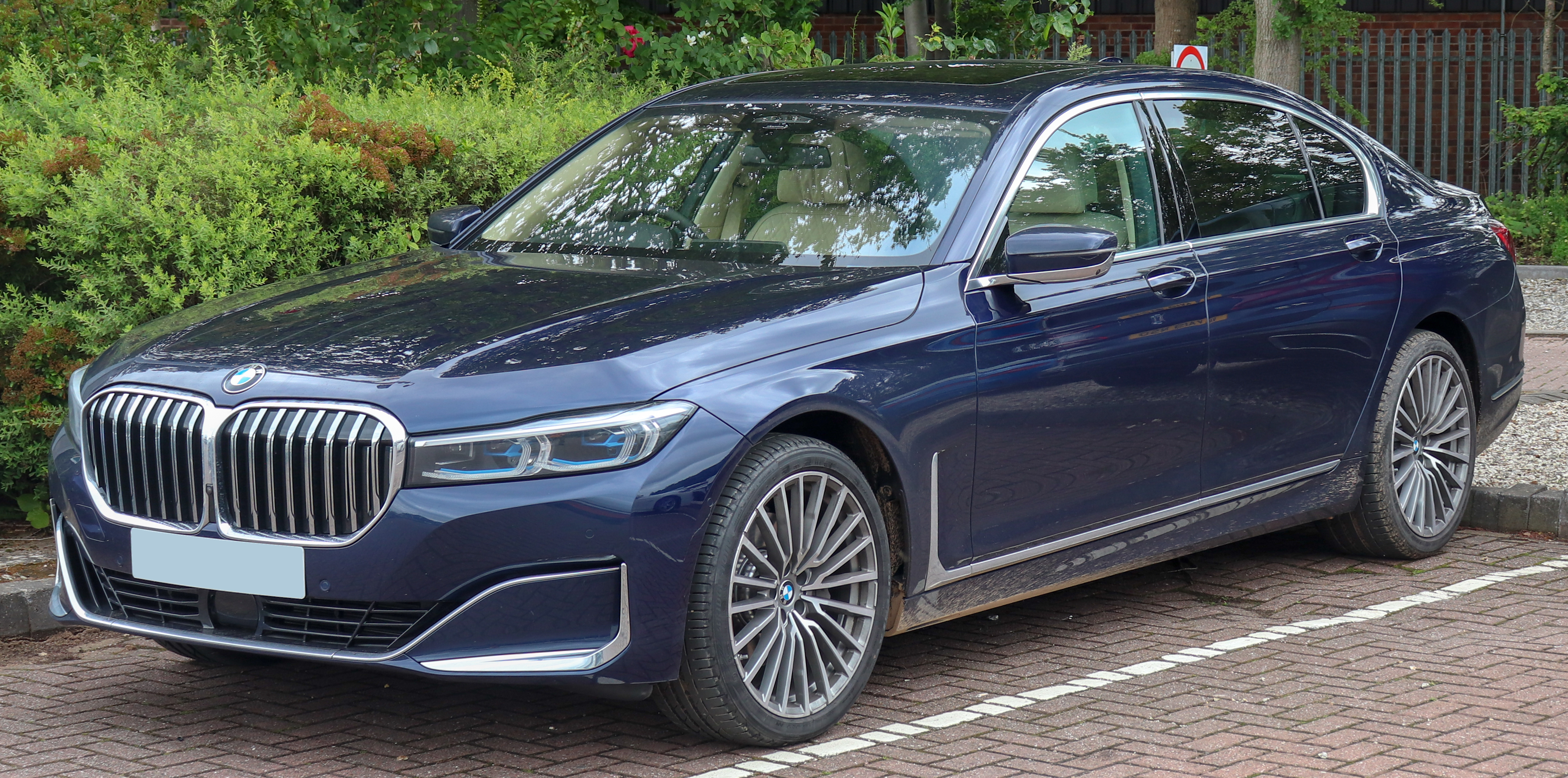
BMW・7シリーズ
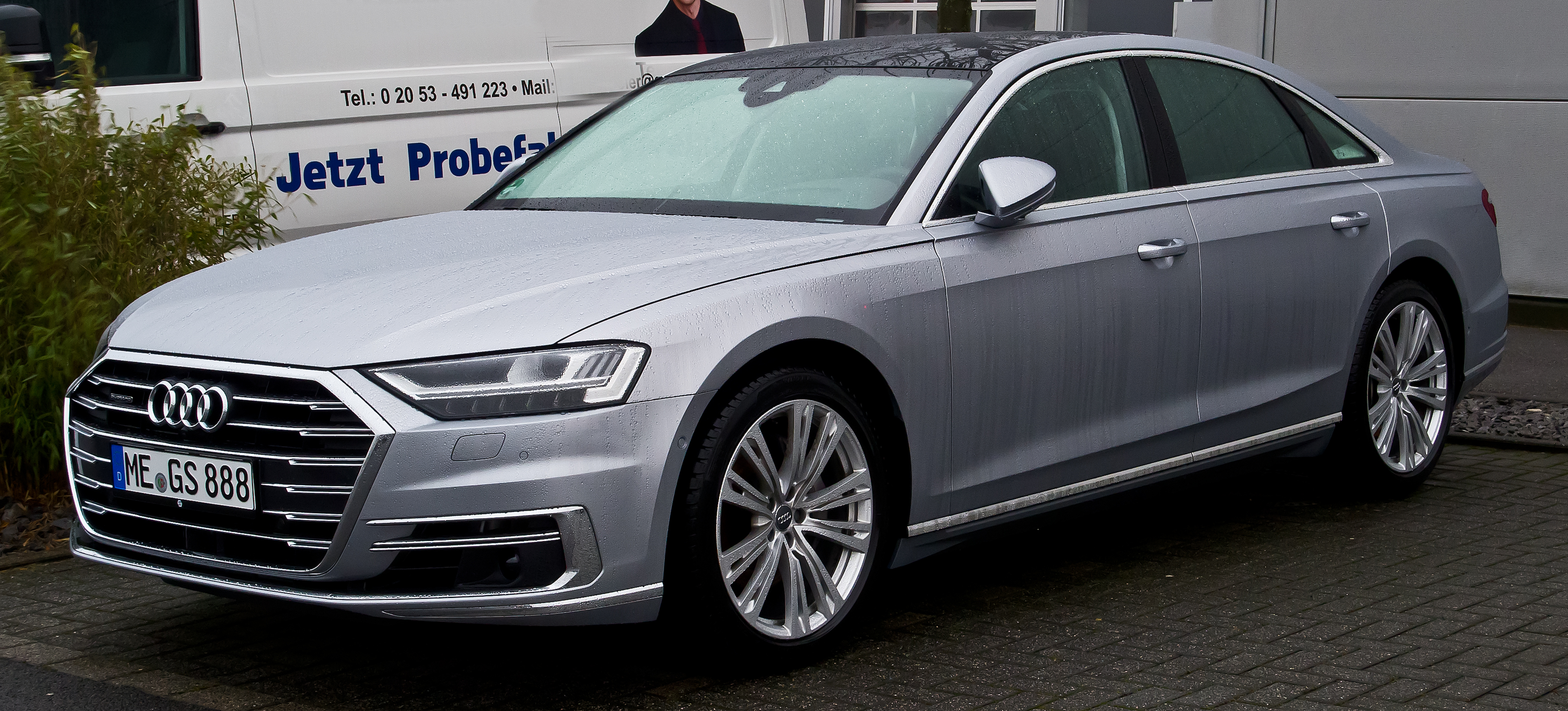
アウディ A8
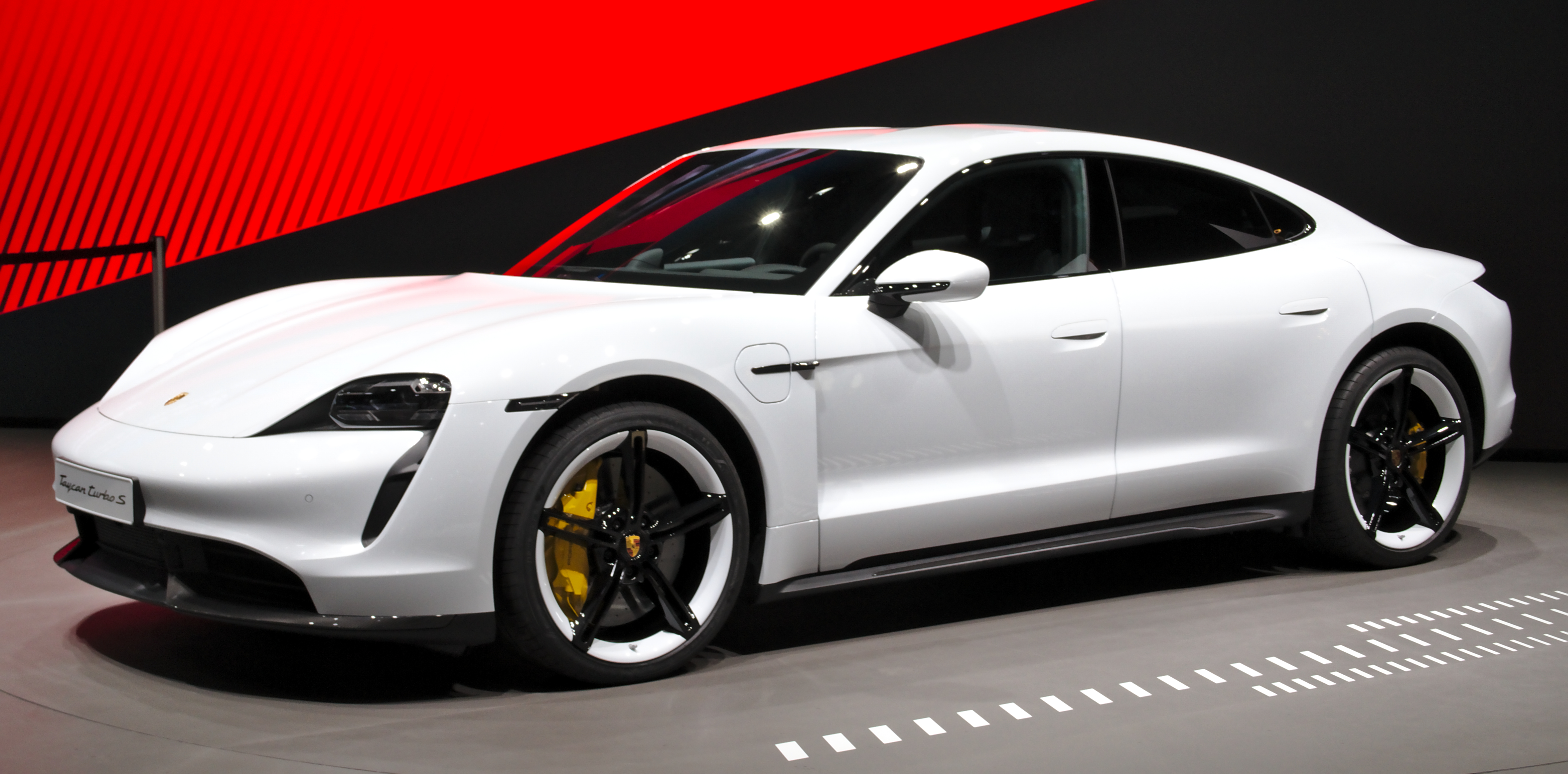
ポルシェ・タイカン

### 日本
- レクサス
- アキュラ（日本国外のみ）
- インフィニティ（日本国外のみ）

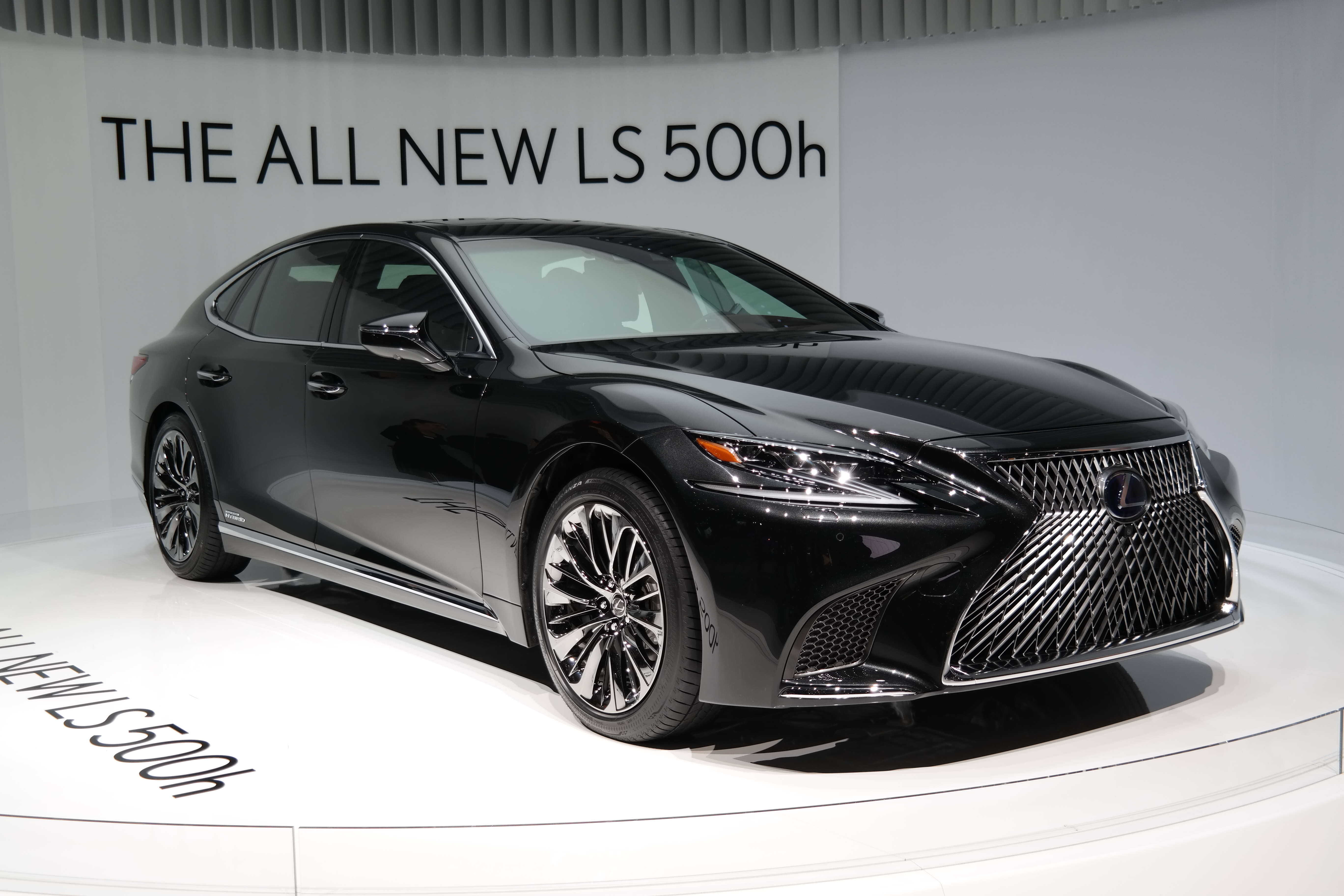
レクサス・LS
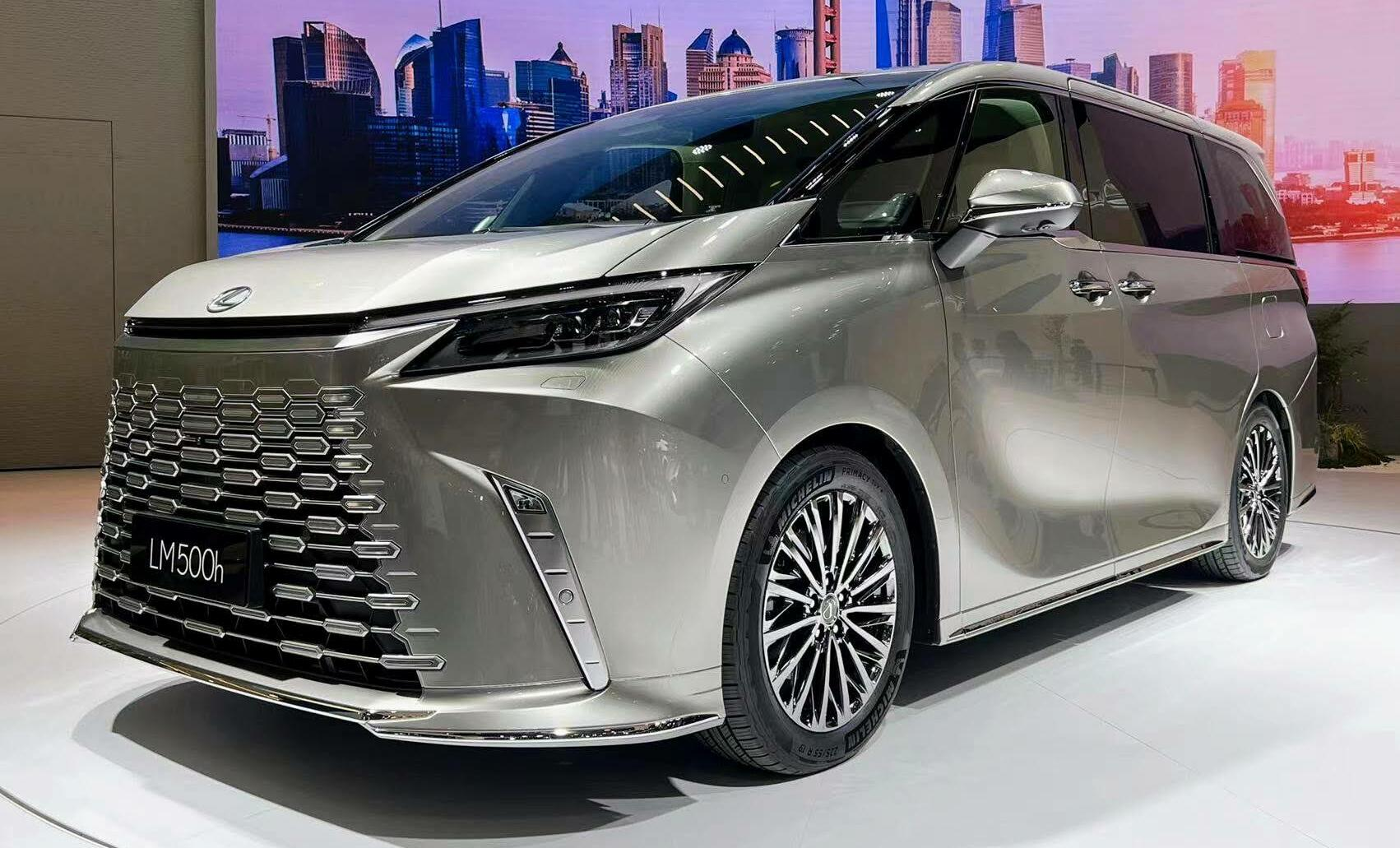
レクサス・LM
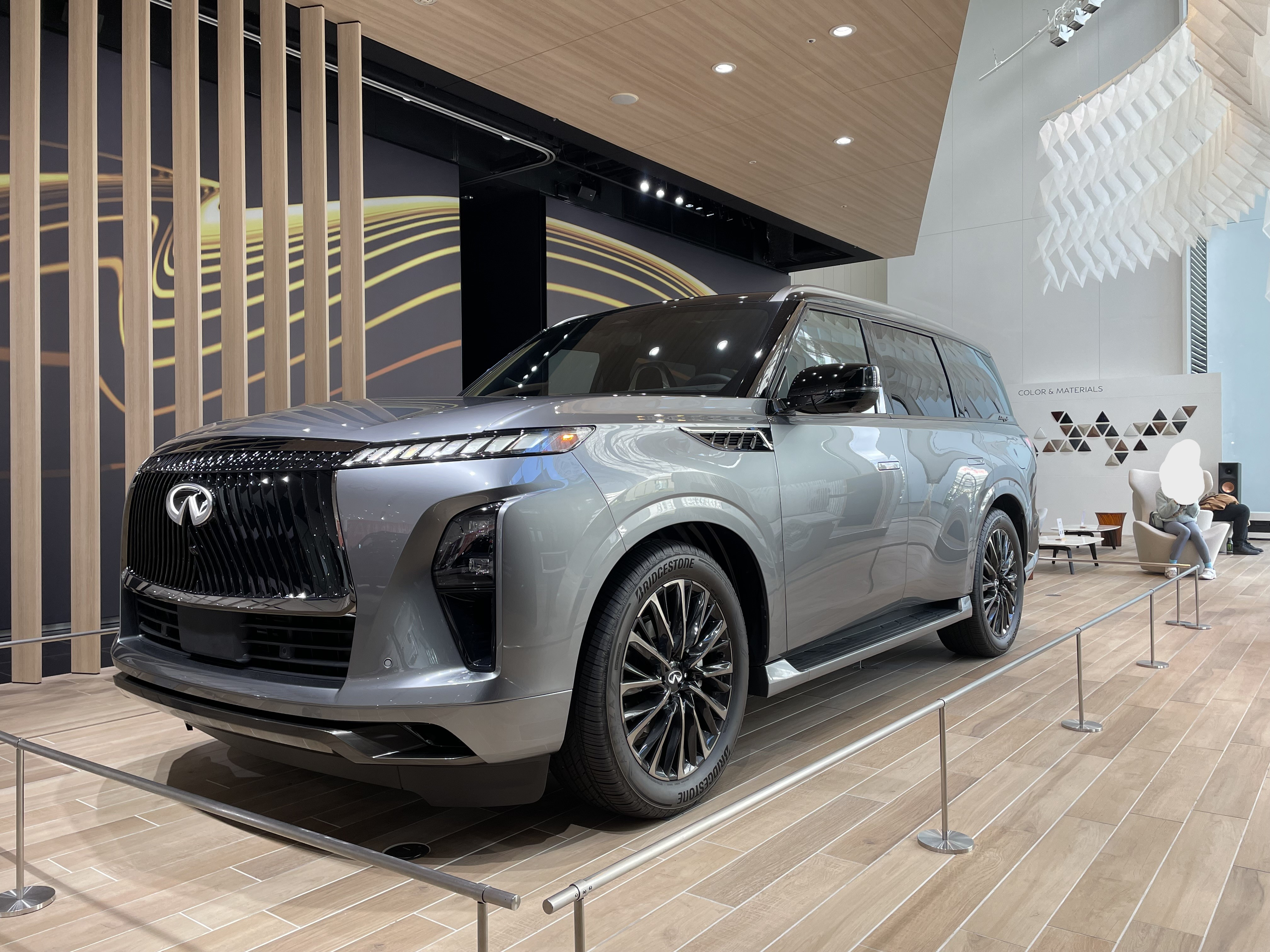
インフィニティ・QX80

### フランス
- DSオートモビルズ

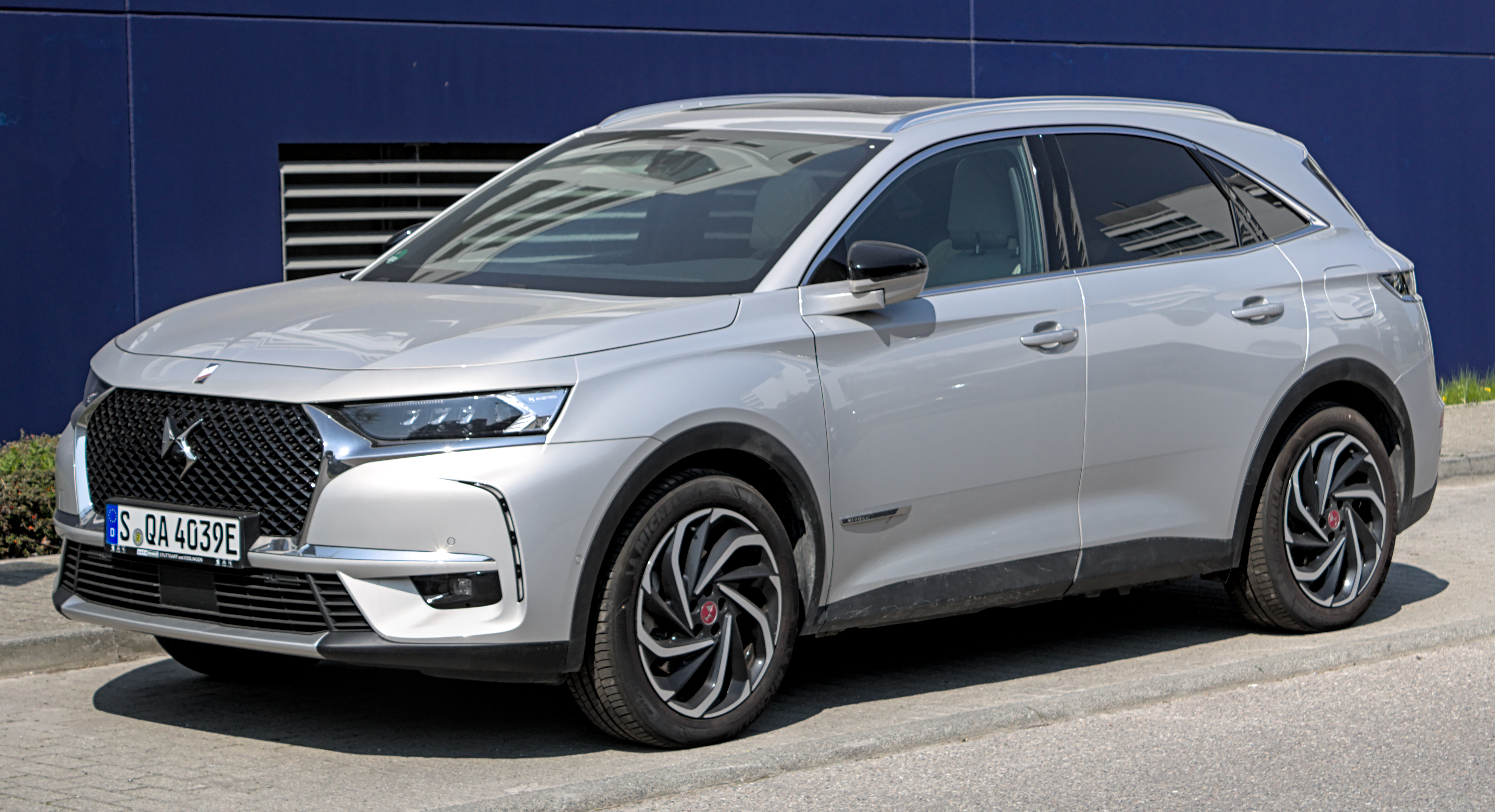
DSオートモビルズ・DS7クロスバック

### スウェーデン
- ボルボ・カーズ
- ポールスター

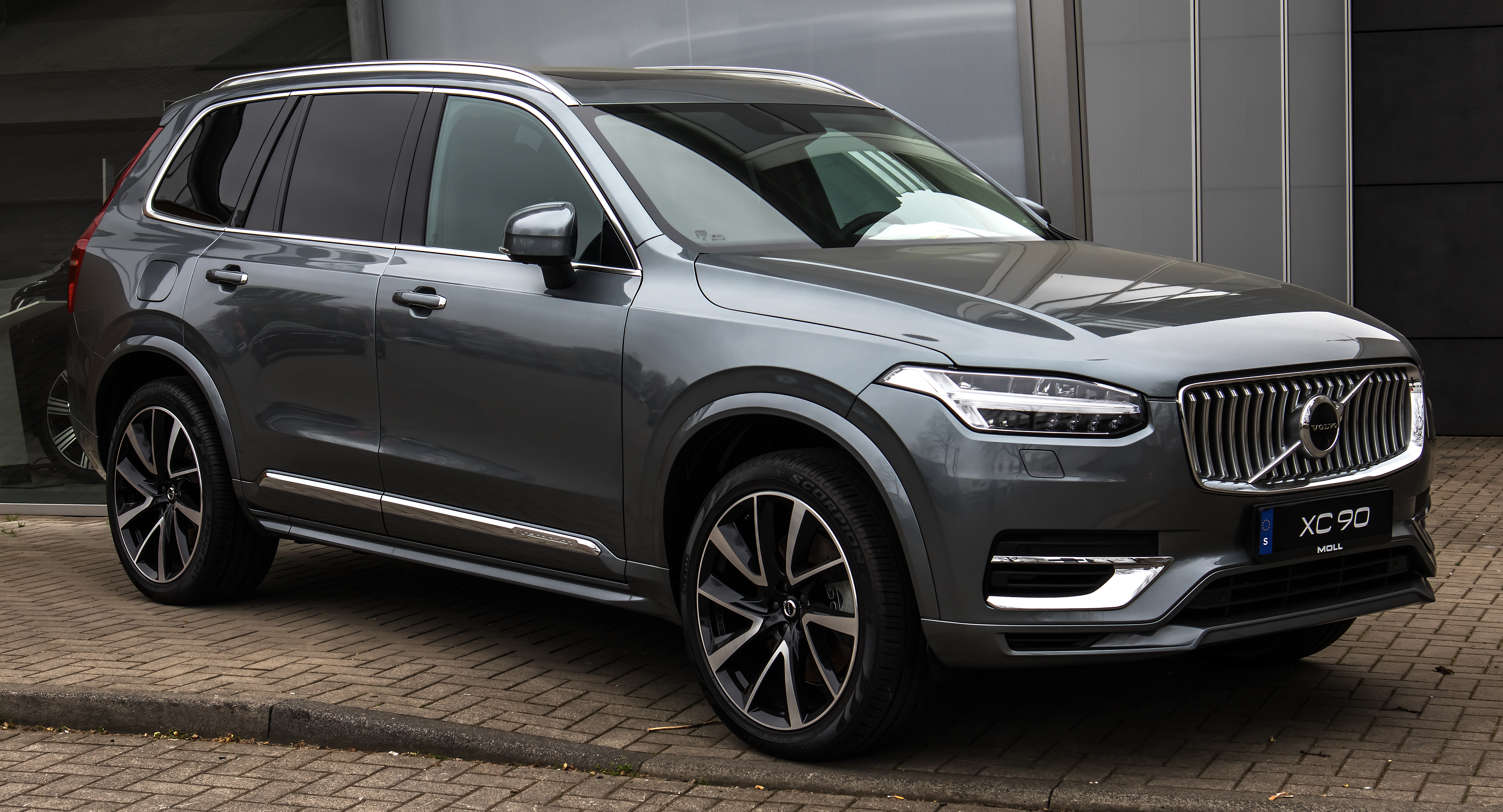
ボルボ・XC90

### 中国
- 紅旗
- 蔚来
- Lynk & Co
- Zeekr
- HiPhi

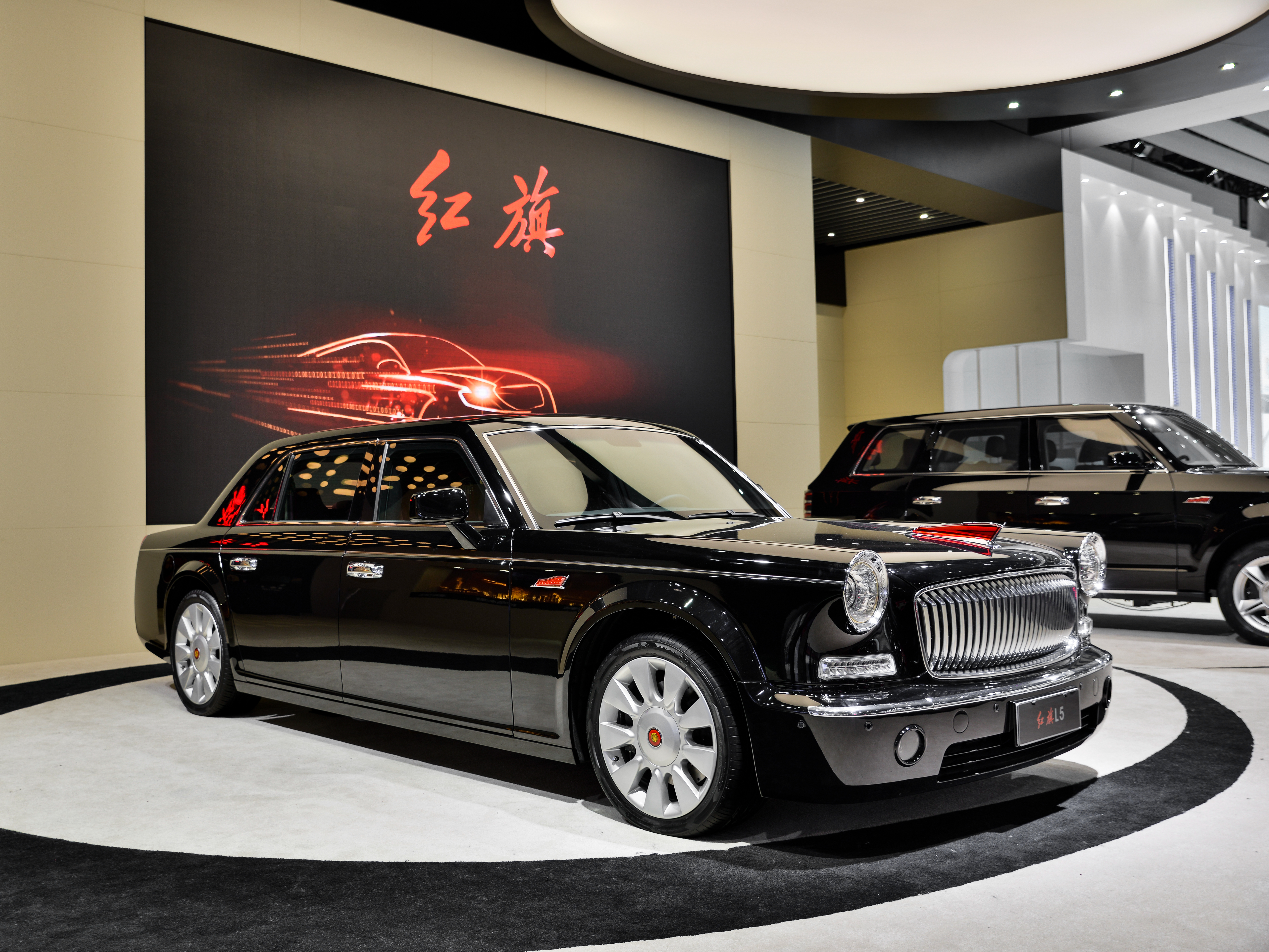
紅旗・L5
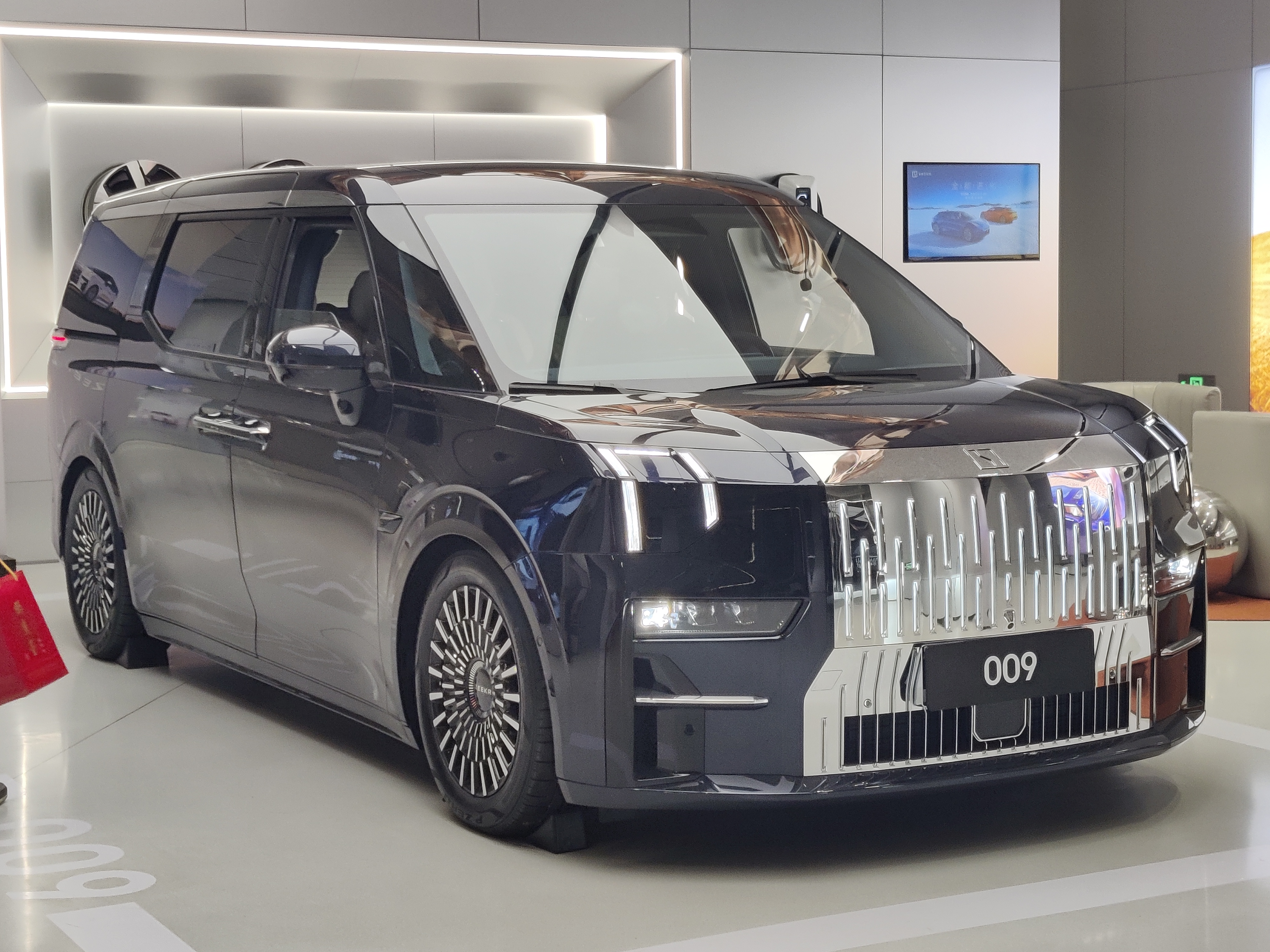
Zeekr・009

### 韓国
- ジェネシス

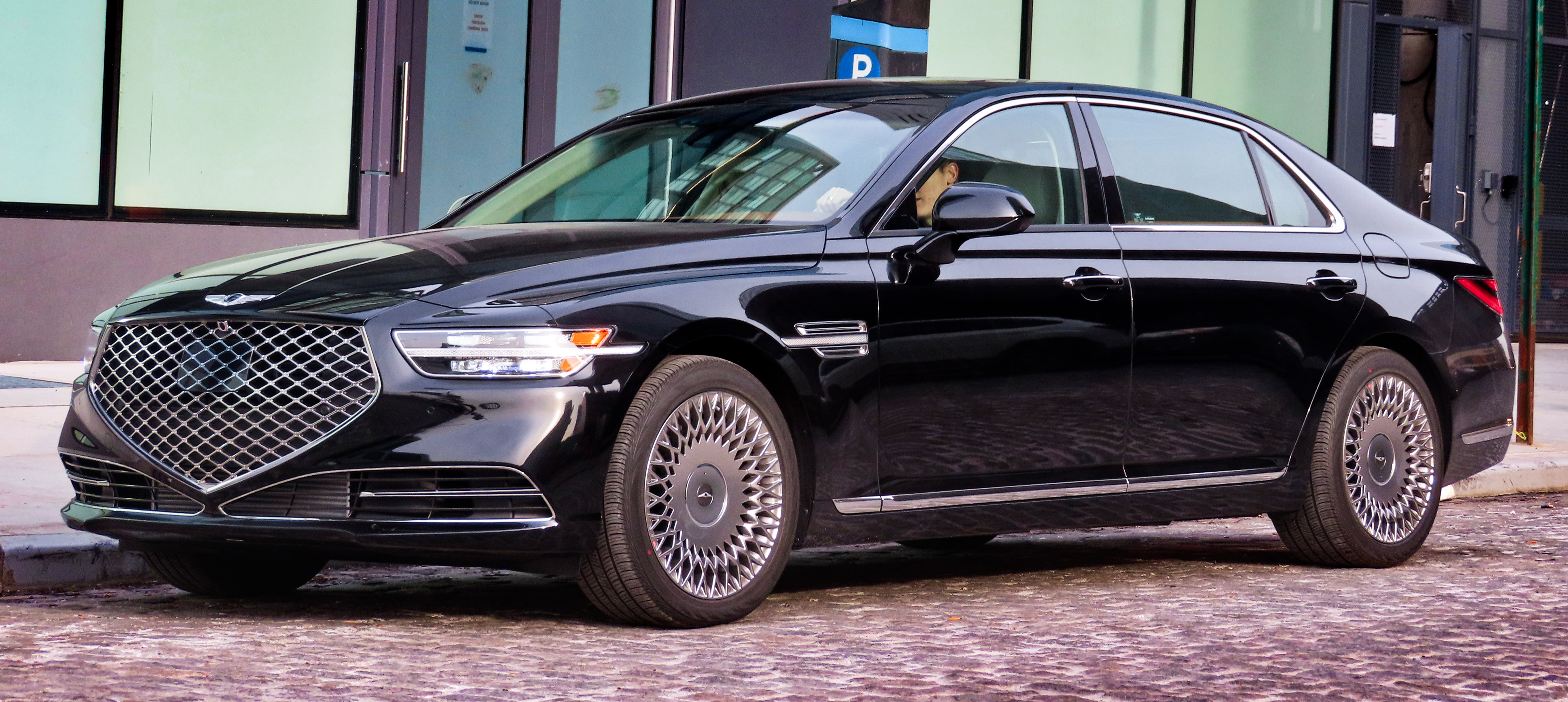
ジェネシス・G90

## スーパーカー
フェラーリやランボルギーニやアストンマーティンやマクラーレンやブガッティやパガーニやケーニグセグなどはスーパーカー専業のメーカーであり、年間数千台規模で生産している。大辞泉では「性能・美しさ・装備のよさ、価格などで並の自動車を超えた車。スポーツカーの中でも特に大型、強力で、手作りに近いもの。」と説明している。

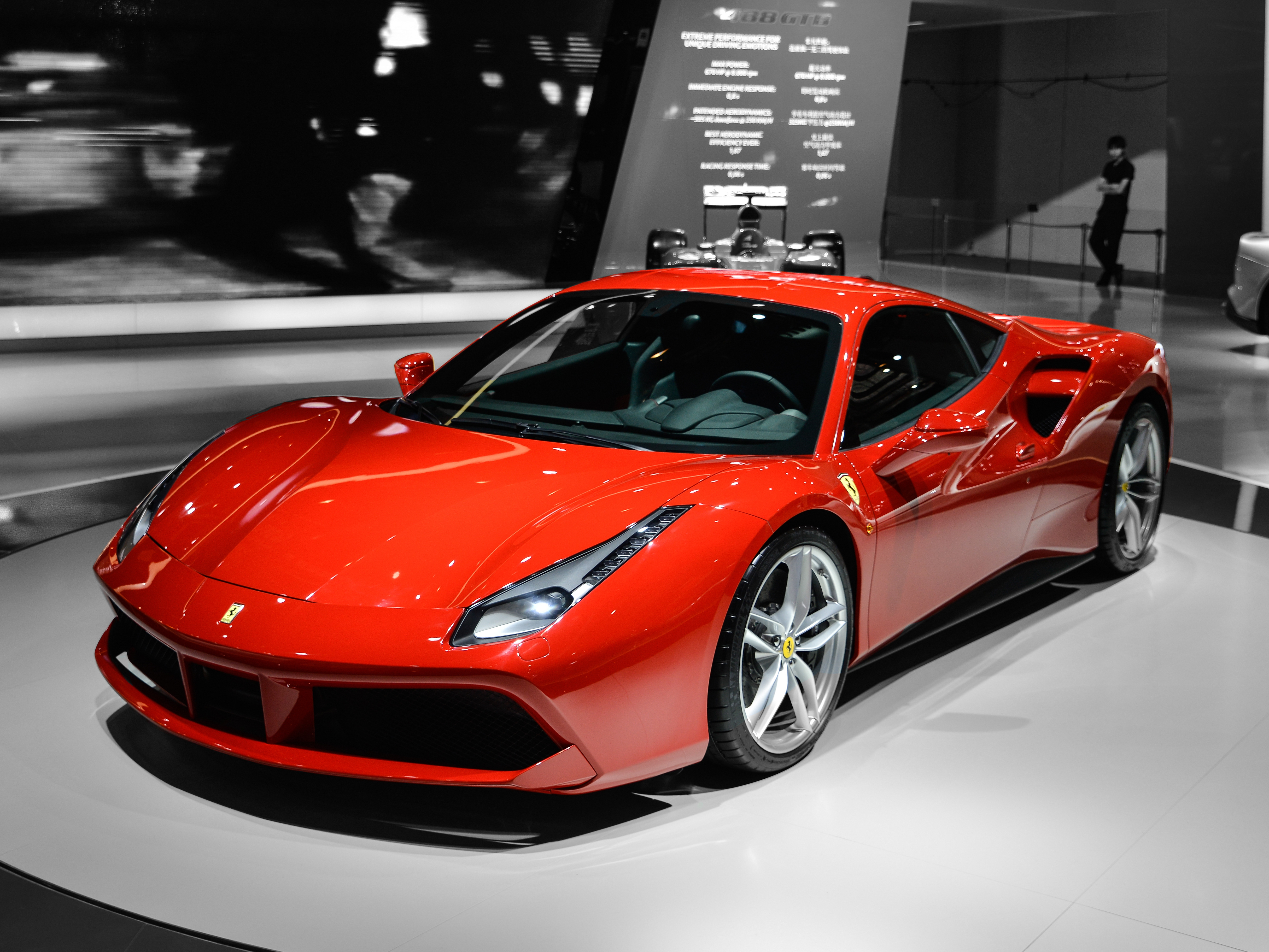
フェラーリ・488GTB
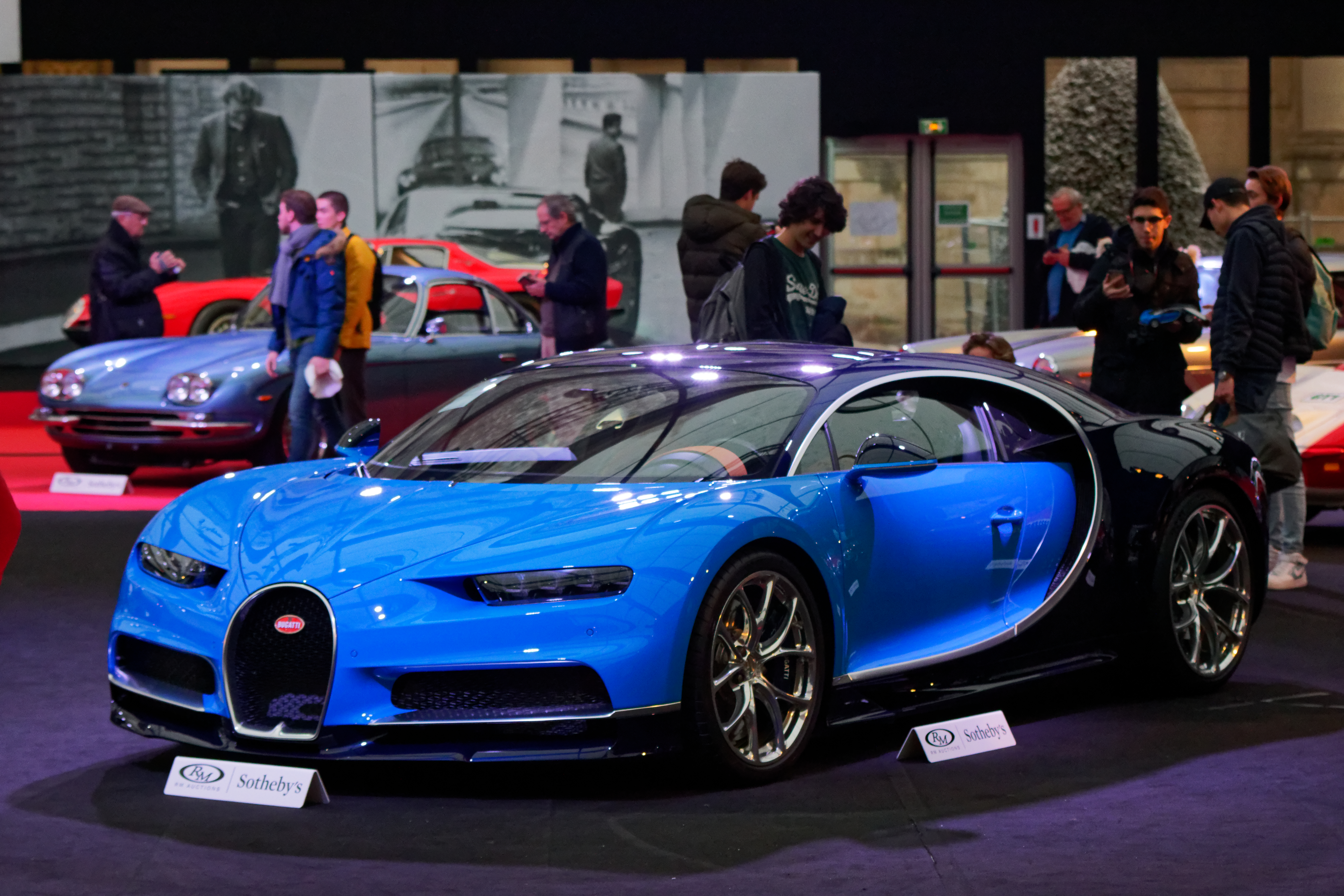
ブガッティ・シロン
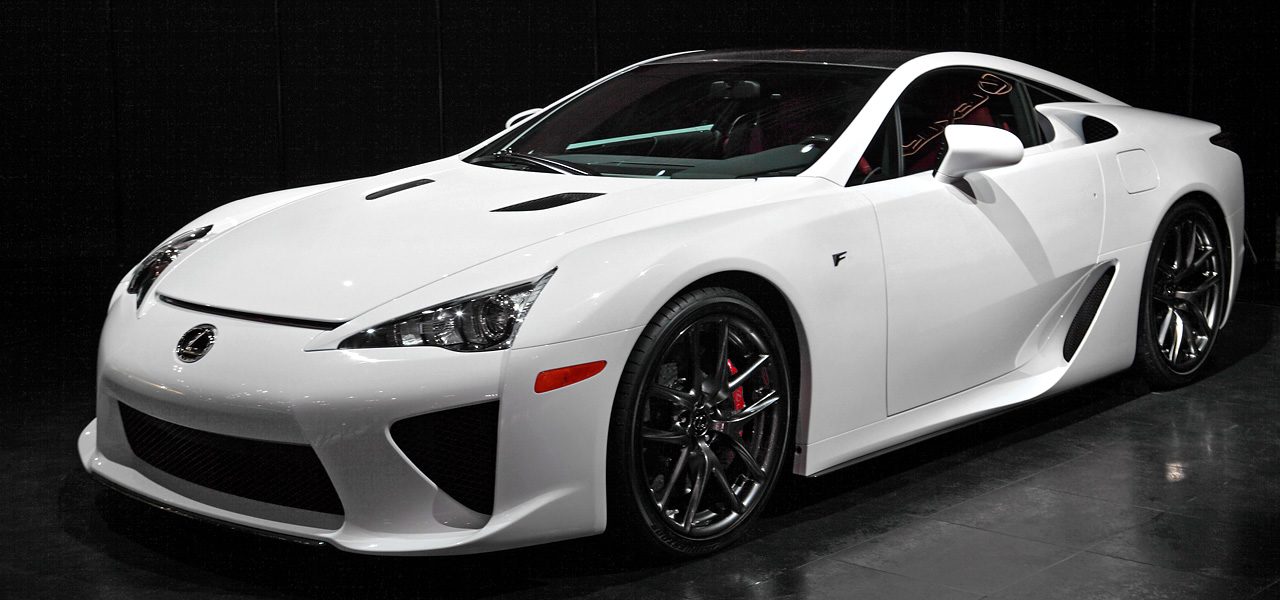
レクサス・LFA